# Grande-Bretagne aux Jeux olympiques d'été de 2020
La Grande-Bretagne participe aux Jeux olympiques de 2020 à Tokyo au Japon. Il s'agit de sa 29e participation à des Jeux d'été.

## Médaillés

### Médaillés d'or
| Sport              | Discipline                              | Athlète(s)                                                        | Performance               | Date       |
| ------------------ | --------------------------------------- | ----------------------------------------------------------------- | ------------------------- | ---------- |
| Boxe               | Poids mouches hommes                    | Galal Yafai                                                       | Carlo Paalam Victoire 4-1 | 7 août     |
| Boxe               | Poids moyens femmes                     | Lauren Price                                                      | Li Qian Victoire 5-0      | 8 août     |
| Cyclisme           | VTT cross-country masculin              | Tom Pidcock                                                       | 1 h 25 min 14 s           | 26 juillet |
| Cyclisme           | BMX racing féminin                      | Bethany Shriever                                                  | 44 s 358                  | 30 juillet |
| Cyclisme           | BMX freestyle féminin                   | Charlotte Worthington                                             | 97,50 points              | 1er août   |
| Cyclisme           | Omnium masculin                         | Matthew Walls                                                     | 153 points                | 5 août     |
| Cyclisme           | Course à l'américaine féminine          | Katie Archibald Laura Kenny                                       | 78 points                 | 6 août     |
| Cyclisme           | Keirin masculin                         | Jason Kenny                                                       | 10 s 481 - 68,696 km/h    | 8 août     |
| Équitation         | Concours complet par équipes            | Laura Collett Tom McEwen Oliver Townend                           | 86,30 points              | 2 août     |
| Équitation         | Saut d'obstacles individuel             | Ben Maher                                                         | 0,00 point - 37 s 85      | 4 août     |
| Gymnastique        | Cheval d'arçons hommes                  | Max Whitlock                                                      | 15,583 points             | 1er août   |
| Natation           | 100 m brasse masculin                   | Adam Peaty                                                        | 57 s 37                   | 26 juillet |
| Natation           | 200 m nage libre masculin               | Thomas Dean                                                       | 1 min 44 s 22 NR          | 27 juillet |
| Natation           | Relais 4 × 200 m nage libre masculin    | Thomas Dean James Guy Matthew Richards Duncan Scott Calum Jarvis  | 6 min 58 s 58 ER          | 28 juillet |
| Natation           | Relais 4 × 100 m 4 nages mixte          | Kathleen Dawson James Guy Anna Hopkin Adam Peaty Freya Anderson   | 3 min 37 s 58 WR          | 31 juillet |
| Pentathlon moderne | Compétition féminine                    | Kate French                                                       | 1 385 points OR           | 6 août     |
| Pentathlon moderne | Compétition masculine                   | Joseph Choong                                                     | 1 482 points              | 7 août     |
| Plongeon           | Haut-vol à 10 mètres synchronisé hommes | Tom Daley Matty Lee                                               | 471,81 points             | 26 juillet |
| Triathlon          | Relais mixte                            | Jessica Learmonth Georgia Taylor-Brown Jonathan Brownlee Alex Yee | 1 h 23 min 41 s           | 31 juillet |
| Voile              | 49er hommes                             | Stuart Bithell Dylan Fletcher                                     | 58 points                 | 3 août     |
| Voile              | Finn hommes                             | Giles Scott                                                       | 36 points                 | 3 août     |
| Voile              | 470 femmes                              | Hannah Mills Eilidh McIntyre                                      | 38 points                 | 4 août     |

### Médaillés d'argent
| Sport         | Discipline                      | Athlète(s)                                                        | Performance                        | Date       |
| ------------- | ------------------------------- | ----------------------------------------------------------------- | ---------------------------------- | ---------- |
| Athlétisme    | 800 m féminin                   | Keely Hodgkinson                                                  | 1 min 55 s 88 NR                   | 3 août     |
| Athlétisme    | 1 500 m féminin                 | Laura Muir                                                        | 3 min 54 s 50 NR                   | 6 août     |
| Aviron        | Quatre de couple masculin       | Tom Barras Jack Beaumont Angus Groom Harry Leask                  | 5 min 33 s 75                      | 28 juillet |
| Boxe          | Poids welters hommes            | Pat McCormack                                                     | Roniel Iglesias Défaite 0-5        | 3 août     |
| Boxe          | Poids mi-lourds hommes          | Benjamin Whittaker                                                | Arlen López Défaite 1-4            | 4 août     |
| Canoë-kayak   | Slalom C-1 femmes               | Mallory Franklin                                                  | 106 s 68                           | 29 juillet |
| Cyclisme      | BMX Racing masculin             | Kye Whyte                                                         | 39 s 167                           | 30 juillet |
| Cyclisme      | Poursuite par équipes féminine  | Katie Archibald Elinor Barker Neah Evans Laura Kenny Josie Knight | Allemagne Défaite (4 min 10 s 607) | 3 août     |
| Cyclisme      | Vitesse par équipes masculine   | Jack Carlin Jason Kenny Ryan Owens                                | Pays-Bas Défaite (44 s 589)        | 3 août     |
| Cyclisme      | Course à l'américaine masculine | Ethan Hayter Matthew Walls                                        | 40 points                          | 7 août     |
| Équitation    | Concours complet individuel     | Tom McEwen                                                        | 29,30 points                       | 2 août     |
| Haltérophilie | Plus de 87 kg femmes            | Emily Campbell                                                    | 283 kg                             | 2 août     |
| Natation      | 200 n nage libre masculin       | Duncan Scott                                                      | 1 min 44 s 26                      | 27 juillet |
| Natation      | 200 m 4 nages masculin          | Duncan Scott                                                      | 1 min 55 s 28 NR                   | 30 juillet |
| Natation      | 4 × 100 m 4 nages masculin      | Luke Greenbank James Guy Duncan Scott Adam Peaty James Wilby      | 3 min 27 s 51 ER                   | 1er août   |
| Taekwondo     | Moins de 68 kg hommes           | Bradly Sinden                                                     | Ulugbek Rashitov Défaite 29-34     | 25 juillet |
| Taekwondo     | Plus de 67 kg femmes            | Lauren Williams                                                   | Matea Jelić Défaite 22-25          | 26 juillet |
| Triathlon     | Individuel hommes               | Alex Yee                                                          | 1 h 45 min 15 s                    | 26 juillet |
| Triathlon     | Individuel femmes               | Georgia Taylor-Brown                                              | 1 h 56 min 50 s                    | 27 juillet |
| Voile         | Nacra 17 mixte                  | John Gimson Anna Burnet                                           | 45 points                          | 3 août     |

### Médaillés de bronze
| Sport            | Discipline                          | Athlète(s) | Performance                       | Date       |
| ---------------- | ----------------------------------- | --- | --------------------------------- | ---------- |
| Athlétisme       | Saut à la perche féminin            | Holly Bradshaw | 4,85 m                            | 5 août     |
| Athlétisme       | Relais 4 × 100 m féminin            | Asha Philip Imani-Lara Lansiquot Dina Asher-Smith Daryll Neita | 41 s 88                           | 6 août     |
| Athlétisme       | 1 500 m masculin                    | Josh Kerr | 3 min 29 s 5                      | 7 août     |
| Aviron           | Huit masculin                       | Josh Bugajski Jacob Dawson Thomas George Mohamed Sbihi Charles Elwes Oliver Wynne-Griffith James Rudkin Tom Ford Henry Fieldman | 5 min 25 s 73                     | 30 juillet |
| Boxe             | Poids plumes femmes                 | Karriss Artingstall | Sena Irie Défaite 2-3             | 31 juillet |
| Boxe             | Poids super-lourds hommes           | Frazer Clarke | Bakhodir Jalolov Défaite (KO)     | 4 août     |
| Canoë-kayak      | Course en ligne K1 200 m hommes     | Liam Heath | 35 s 202                          | 5 août     |
| Cyclisme         | BMX freestyle masculin              | Declan Brooks | 90,80 points                      | 1er août   |
| Cyclisme         | Vitesse individuelle masculine      | Jack Carlin | Denis Dmitriev Victoire 2-0       | 6 août     |
| Équitation       | Dressage par équipes                | Charlotte Dujardin Charlotte Fry Carl Hester | 7 723,0 points                    | 27 juillet |
| Équitation       | Dressage individuel                 | Charlotte Dujardin | 88,543 points                     | 28 juillet |
| Gymnastique      | Concours général par équipes femmes | Jennifer Gadirova Jessica Gadirova Alice Kinsella Amelie Morgan |                                   | 27 juillet |
| Gymnastique      | Trampoline femmes                   | Bryony Page |                                   | 30 juillet |
| Hockey sur gazon | Tournoi féminin                     | Giselle Ansley Grace Balsdon Amy Costello Fiona Crackles Sarah Evans Maddie Hinch Sarah Jones Hannah Martin Shona McCallin Lily Owsley Hollie Pearne-Webb Isabelle Petter Ellie Rayer Sarah Robertson Anna Toman Susannah Townsend Laura Unsworth Leah Wilkinson | Inde Victoire 4-3                 | 6 août     |
| Judo             | Moins de 52 kg femmes               | Chelsie Giles | Fabienne Kocher Victoire 10-00    | 30 juillet |
| Natation         | 200 m dos masculin                  | Luke Greenbank | 1 min 54 s 72                     | 30 juillet |
| Plongeon         | Tremplin à 3 mètres hommes          | Jack Laugher | 518,00 points                     | 3 août     |
| Plongeon         | Haut-vol à 10 mètres hommes         | Tom Daley | 548,25 points                     | 7 août     |
| Skateboard       | Park femmes                         | Sky Brown | 56,47 points                      | 4 août     |
| Taekwondo        | Plus de 67 kg femmes                | Bianca Walkden | Aleksandra Kowalczuk Victoire 7-3 | 27 juillet |
| Tir              | Trap hommes                         | Matthew Coward-Holley | 33 points                         | 29 juillet |
| Voile            | RS:X femmes                         | Emma Wilson | 38 points                         | 31 juillet |

### Statistiques (par sport, par jour, par sexe, multi-médaillés)
| Sport              |    |    |    | Total |
| ------------------ | -- | -- | -- | ----- |
| Athlétisme         | 0  | 2  | 3  | 6     |
| Aviron             | 0  | 1  | 1  | 2     |
| Boxe               | 2  | 2  | 2  | 6     |
| Canoë-kayak        | 0  | 1  | 1  | 2     |
| Cyclisme           | 6  | 4  | 2  | 12    |
| Équitation         | 2  | 1  | 2  | 5     |
| Gymnastique        | 1  | 0  | 2  | 3     |
| Haltérophilie      | 0  | 1  | 0  | 1     |
| Hockey sur gazon   | 0  | 0  | 1  | 1     |
| Judo               | 0  | 0  | 1  | 1     |
| Natation           | 4  | 3  | 1  | 8     |
| Pentathlon moderne | 2  | 0  | 0  | 2     |
| Plongeon           | 1  | 0  | 2  | 3     |
| Skateboard         | 0  | 0  | 1  | 1     |
| Taekwondo          | 0  | 2  | 1  | 3     |
| Tir                | 0  | 0  | 1  | 1     |
| Triathlon          | 1  | 2  | 0  | 3     |
| Voile              | 3  | 1  | 1  | 5     |
| Total              | 22 | 21 | 22 | 65    |

| Jour       |    |    |    | Total |
| ---------- | -- | -- | -- | ----- |
| 25 juillet | 0  | 1  | 1  | 2     |
| 26 juillet | 3  | 2  | 0  | 5     |
| 27 juillet | 1  | 2  | 3  | 6     |
| 28 juillet | 1  | 1  | 1  | 3     |
| 29 juillet | 0  | 1  | 1  | 2     |
| 30 juillet | 1  | 2  | 3  | 6     |
| 31 juillet | 2  | 0  | 2  | 4     |
| 1er août   | 2  | 1  | 1  | 4     |
| 2 août     | 1  | 2  | 0  | 3     |
| 3 août     | 2  | 5  | 1  | 8     |
| 4 août     | 2  | 1  | 2  | 5     |
| 5 août     | 1  | 0  | 2  | 3     |
| 6 août     | 2  | 1  | 3  | 7     |
| 7 août     | 2  | 1  | 2  | 5     |
| 8 août     | 2  | 0  | 0  | 2     |
| Total      | 22 | 21 | 22 | 65    |

| Sexe   |    |    |    | Total |
| ------ | -- | -- | -- | ----- |
| Femmes | 6  | 7  | 11 | 24    |
| Hommes | 13 | 13 | 10 | 36    |
| Mixte  | 3  | 1  | 1  | 5     |
| Total  | 22 | 21 | 22 | 65    |

| Athlète              | Sport      |   |   |   | Total |
| -------------------- | ---------- | - | - | - | ----- |
| Adam Peaty           | Natation   | 2 | 1 | 0 | 3     |
| James Guy            | Natation   | 2 | 1 | 0 | 3     |
| Thomas Dean          | Natation   | 2 | 0 | 0 | 2     |
| Duncan Scott         | Natation   | 1 | 3 | 0 | 4     |
| Georgia Taylor-Brown | Triathlon  | 1 | 1 | 0 | 2     |
| Alex Yee             | Triathlon  | 1 | 1 | 0 | 2     |
| Tom McEwen           | Équitation | 1 | 1 | 0 | 2     |
| Laura Kenny          | Cyclisme   | 1 | 1 | 0 | 2     |
| Jason Kenny          | Cyclisme   | 1 | 1 | 0 | 2     |
| Katie Archibald      | Cyclisme   | 1 | 1 | 0 | 2     |
| Matthew Walls        | Cyclisme   | 1 | 1 | 0 | 2     |
| Tom Daley            | Plongeon   | 1 | 0 | 1 | 2     |
| Jack Carlin          | Cyclisme   | 0 | 1 | 1 | 2     |
| Luke Greenbank       | Natation   | 0 | 1 | 1 | 2     |
| Charlotte Dujardin   | Équitation | 0 | 0 | 2 | 2     |

## Athlètes engagés
| Sport                 | Hommes | Femmes | Total |
| --------------------- | ------ | ------ | ----- |
| Athlétisme            | 37     | 40     | 77    |
| Aviron                | 19     | 22     | 41    |
| Badminton             | 4      | 3      | 7     |
| Boxe                  | 7      | 4      | 11    |
| Canoë-kayak           | 3      | 5      | 8     |
| Cyclisme              | 15     | 11     | 26    |
| Équitation            | 5      | 4      | 9     |
| Escalade              | 0      | 1      | 1     |
| Escrime               | 1      | 0      | 1     |
| Football              | 0      | 18     | 18    |
| Golf                  | 2      | 2      | 4     |
| Gymnastique           | 4      | 6      | 10    |
| Haltérophilie         | 0      | 4      | 4     |
| Hockey sur gazon      | 16     | 16     | 32    |
| Judo                  | 1      | 5      | 6     |
| Natation              | 18     | 14     | 32    |
| Natation synchronisée | -      | 2      | 2     |
| Pentathlon moderne    | 2      | 2      | 4     |
| Plongeon              | 6      | 6      | 12    |
| Rugby à sept          | 12     | 12     | 24    |
| Skateboard            | 0      | 2      | 2     |
| Taekwondo             | 2      | 3      | 5     |
| Tennis                | 5      | 1      | 6     |
| Tennis de table       | 2      | 1      | 3     |
| Tir                   | 2      | 3      | 5     |
| Tir à l'arc           | 3      | 3      | 6     |
| Triathlon             | 2      | 3      | 5     |
| Voile                 | 8      | 7      | 15    |
| Total                 | 176    | 200    | 376   |

## Résultats

### Athlétisme

#### Courses
| Athlète                                                             | Épreuve          | 1er tour       | 1er tour    | Demi-finale   | Demi-finale | Finale          | Finale                              |
| Athlète                                                             | Épreuve          | Temps          | Rang        | Temps         | Rang        | Temps           | Rang                                |
| ------------------------------------------------------------------- | ---------------- | -------------- | ----------- | ------------- | ----------- | --------------- | ----------------------------------- |
| Zharnel Hughes                                                      | 100 m            | 10 s 4         | 3e          | 9 s 98        | 1er         | Disqualifié     | Disqualifié                         |
| Reece Prescod                                                       | 100 m            | 10 s 12        | 5e          | Disqualifié   | Disqualifié | Éliminé         | Éliminé                             |
| Chijindu Ujah                                                       | 100 m            | 10 s 8         | 3e          | 10 s 11       | 5e          | Éliminé         | Éliminé                             |
| Adam Gemili                                                         | 200 m            | 1 min 58 s 58  | 7e          | Éliminé       | Éliminé     | Éliminé         | Éliminé                             |
| Nethaneel Mitchell-Blake                                            | 200 m            | 20 s 56        | 5e          | Éliminé       | Éliminé     | Éliminé         | Éliminé                             |
| Oliver Dustin                                                       | 800 m            | 1 min 46 s 94  | 6e          | Éliminé       | Éliminé     | Éliminé         | Éliminé                             |
| Elliot Giles                                                        | 800 m            | 1 min 44 s 49  | 3e          | 1 min 44 s 75 | 3e          | Éliminé         | Éliminé                             |
| Daniel Rowden                                                       | 800 m            | 1 min 45 s 73  | 2e          | 1 min 44 s 38 | 5e          | Éliminé         | Éliminé                             |
| Jake Heyward                                                        | 1 500 m          | 3 min 36 s 14  | 1er         | 3 min 32 s 82 | 6e          | 3 min 34 s 43   | 9e                                  |
| Josh Kerr                                                           | 1 500 m          | 3 min 36 s 29  | 7e          | 3 min 32 s 18 | 3e          | 3 min 29 s 5    | Médaille de bronze, Jeux olympiques |
| Jake Wightman                                                       | 1 500 m          | 3 min 41 s 18  | 3e          | 3 min 33 s 48 | 1er         | 3 min 35 s 9    | 10e                                 |
| Andrew Butchart                                                     | 5 000 m          | 13 min 31 s 27 | 7e          | Non disputé   | Non disputé | 13 min 9 s 97   | 11e                                 |
| Marc Scott                                                          | 5 000 m          | 13 min 39 s 61 | 6e          | Non disputé   | Non disputé | Éliminé         | Éliminé                             |
| Marc Scott                                                          | 10 000 m         | Non disputé    | Non disputé | Non disputé   | Non disputé | 28 min 9 s 23   | 14e                                 |
| Sam Atkin                                                           | 10 000 m         | Non disputé    | Non disputé | Non disputé   | Non disputé | Abandon         | Abandon                             |
| David King                                                          | 110 m haies      | 13 s 55        | 6e          | 13 s 67       | 7e          | Éliminé         | Éliminé                             |
| Andrew Pozzi                                                        | 110 m haies      | 13 s 50        | 4e          | 13 s 32       | 4e          | 13 s 30         | 7e                                  |
| Phil Norman                                                         | 3 000 m steeple  | 8 min 46 s 57  | 13e         | Non disputé   | Non disputé | Éliminé         | Éliminé                             |
| Zak Seddon                                                          | 3 000 m steeple  | 8 min 43 s 29  | 14e         | Non disputé   | Non disputé | Éliminé         | Éliminé                             |
| Ben Connor                                                          | Marathon         | Non disputé    | Non disputé | Non disputé   | Non disputé | Abandon         | Abandon                             |
| Callum Hawkins                                                      | Marathon         | Non disputé    | Non disputé | Non disputé   | Non disputé | Abandon         | Abandon                             |
| Chris Thompson                                                      | Marathon         | Non disputé    | Non disputé | Non disputé   | Non disputé | 2 h 21 min 29 s | 54e                                 |
| Tom Bosworth                                                        | 20 km marche     | Non disputé    | Non disputé | Non disputé   | Non disputé | 1 h 25 min 57 s | 25e                                 |
| Callum Wilkinson                                                    | 20 km marche     | Non disputé    | Non disputé | Non disputé   | Non disputé | 1 h 22 min 38 s | 10e                                 |
| Zharnel Hughes Richard Kilty Nethaneel Mitchell-Blake Chijindu Ujah | Relais 4 × 100 m | Disqualifié    | Disqualifié | Non disputé   | Non disputé | Disqualifié     | Disqualifié                         |
| Joe Brier Cameron Chalmers Michael Ohioze Lee Thompson              | Relais 4 × 400 m | 3 min 3 s 29   | 6e          | Non disputé   | Non disputé | Éliminés        | Éliminés                            |

| Athlète                                                                        | Épreuve          | 1er tour      | 1er tour     | Demi-finale   | Demi-finale | Finale           | Finale                              |
| Athlète                                                                        | Épreuve          | Temps         | Rang         | Temps         | Rang        | Temps            | Rang                                |
| ------------------------------------------------------------------------------ | ---------------- | ------------- | ------------ | ------------- | ----------- | ---------------- | ----------------------------------- |
| Dina Asher-Smith                                                               | 100 m            | 11 s 7        | 2e           | 11 s 5        | 3e          | Éliminée         | Éliminée                            |
| Daryll Neita                                                                   | 100 m            | 10 s 98       | 2e           | 11 s 0        | 4e          | 11 s 12          | 8e                                  |
| Asha Philip                                                                    | 100 m            | 11 s 31       | 2e           | 11 s 30       | 8e          | Éliminée         | Éliminée                            |
| Beth Dobbin                                                                    | 200 m            | 22 s 78       | 2e           | 22 s 85       | 5e          | Éliminée         | Éliminée                            |
| Ama Pipi                                                                       | 400 m            | 51 s 17       | 4e           | 51 s 59       | 7e          | Éliminée         | Éliminée                            |
| Jodie Williams                                                                 | 400 m            | 50 s 99       | 1re          | 49 s 97       | 2e          | 49 s 97          | 6e                                  |
| Nicole Yeargin                                                                 | 400 m            | Disqualifiée  | Disqualifiée | Éliminée      | Éliminée    | Éliminée         | Éliminée                            |
| Alexandra Bell                                                                 | 800 m            | 2 min 0 s 96  | 4e           | 1 min 58 s 83 | 3e          | 1 min 57 s 66    | 7e                                  |
| Keely Hodgkinson                                                               | 800 m            | 2 min 1 s 59  | 2e           | 1 min 59 s 12 | 1re         | 1 min 55 s 88 NR | Médaille d'argent, Jeux olympiques  |
| Jemma Reekie                                                                   | 800 m            | 1 min 59 s 97 | 1re          | 1 min 59 s 77 | 2e          | 1 min 56 s 90    | 4e                                  |
| Laura Muir                                                                     | 1 500 m          | 4 min 3 s 89  | 2e           | 4 min 0 s 73  | 2e          | 3 min 54 s 50 NR | Médaille d'argent, Jeux olympiques  |
| Katie Snowden                                                                  | 1 500 m          | 4 min 2 s 77  | 6e           | 4 min 2 s 93  | 9e          | Éliminée         | Éliminée                            |
| Revée Walcott-Nolan                                                            | 1 500 m          | 4 min 6 s 23  | 7e           | Éliminée      | Éliminée    | Éliminée         | Éliminée                            |
| Amy-Eloise Markovc                                                             | 5 000 m          | 15 min 3 s 22 | 9e           | Non disputé   | Non disputé | Éliminée         | Éliminée                            |
| Eilish McColgan                                                                | 5 000 m          | 15 min 9 s 68 | 20e          | Non disputé   | Non disputé | Éliminée         | Éliminée                            |
| Jessica Judd                                                                   | 5 000 m          | 15 min 6 s 47 | 13e          | Non disputé   | Non disputé | Éliminée         | Éliminée                            |
| Jessica Judd                                                                   | 10 000 m         | Non disputé   | Non disputé  | Non disputé   | Non disputé | 31 min 56 s 80   | 17e                                 |
| Eilish McColgan                                                                | 10 000 m         | Non disputé   | Non disputé  | Non disputé   | Non disputé | 31 min 4 s 46    | 9e                                  |
| Tiffany Porter                                                                 | 100 m haies      | 12 s 85       | 4e           | 12 s 86       | 5e          | Éliminée         | Éliminée                            |
| Cindy Sember                                                                   | 100 m haies      | 13 s 0        | 4e           | 12 s 76       | 7e          | Éliminée         | Éliminée                            |
| Meghan Beesley                                                                 | 400 m haies      | 55 s 91       | 7e           | Éliminée      | Éliminée    | Éliminée         | Éliminée                            |
| Jessie Knight                                                                  | 400 m haies      | Abandon       | Abandon      | Éliminée      | Éliminée    | Éliminée         | Éliminée                            |
| Jessica Turner                                                                 | 400 m haies      | 56 s 83       | 4e           | 1 min 0 s 36  | 7e          | Éliminée         | Éliminée                            |
| Elizabeth Bird                                                                 | 3 000 m steeple  | 9 min 24 s 34 | 5e           | Non disputé   | Non disputé | 9 min 19 s 68 NR | 9e                                  |
| Aimee Pratt                                                                    | 3 000 m steeple  | 9 min 47 s 56 | 11e          | Non disputé   | Non disputé | Éliminée         | Éliminée                            |
| Stephanie Davis                                                                | Marathon         | Non disputé   | Non disputé  | Non disputé   | Non disputé | 2 h 36 min 33 s  | 39e                                 |
| Jess Piasecki                                                                  | Marathon         | Non disputé   | Non disputé  | Non disputé   | Non disputé | 2 h 55 min 39 s  | 71e                                 |
| Steph Twell                                                                    | Marathon         | Non disputé   | Non disputé  | Non disputé   | Non disputé | 2 h 53 min 26 s  | 68e                                 |
| Dina Asher-Smith Imani-Lara Lansiquot Daryll Neita Asha Philip                 | Relais 4 × 100 m | 41 s 55 NR    | 1re          | Non disputé   | Non disputé | 41 s 88          | Médaille de bronze, Jeux olympiques |
| Emily Diamond Ama Pipi Jodie Williams Nicole Yeargin Zoey Clark Laviai Nielsen | Relais 4 × 400 m | 3 min 23 s 99 | 3e           | Non disputé   | Non disputé | 3 min 22 s 59    | 5e                                  |

| Athlète                                                                            | Épreuve          | 1er tour      | 1er tour | Finale       | Finale |
| Athlète                                                                            | Épreuve          | Temps         | Rang     | Temps        | Rang   |
| ---------------------------------------------------------------------------------- | ---------------- | ------------- | -------- | ------------ | ------ |
| Niclas Baker Cameron Chalmers Emily Diamond Nicole Yeargin Zoey Clark Lee Thompson | Relais 4 × 400 m | 3 min 11 s 95 | 4e       | 3 min 12 s 7 | 6e     |

#### Concours
| Athlète         | Épreuve           | Qualification | Qualification | Finale      | Finale  |
| Athlète         | Épreuve           | Performance   | Rang          | Performance | Rang    |
| --------------- | ----------------- | ------------- | ------------- | ----------- | ------- |
| Tom Gale        | Saut en hauteur   | 2,28 m        | 13e           | 2,27 m      | 11e     |
| Harry Coppell   | Saut à la perche  | 5,65 m        | 12e           | 5,80 m      | 7e      |
| Ben Williams    | Triple saut       | 16,30 m       | 22e           | Éliminé     | Éliminé |
| Scott Lincoln   | Lancer du poids   | 20,42 m       | 18e           | Éliminé     | Éliminé |
| Lawrence Okoye  | Lancer du disque  | NM            | -             | Éliminé     | Éliminé |
| Taylor Campbell | Lancer du marteau | 71,34 m       | 28e           | Éliminé     | Éliminé |
| Nick Miller     | Lancer du marteau | 76,93 m       | 3e            | 78,15 m     | 6e      |

| Athlète         | Épreuve          | Qualification | Qualification | Finale      | Finale                              |
| Athlète         | Épreuve          | Performance   | Rang          | Performance | Rang                                |
| --------------- | ---------------- | ------------- | ------------- | ----------- | ----------------------------------- |
| Emily Borthwick | Saut en hauteur  | 1,93 m        | 16e           | Éliminée    | Éliminée                            |
| Morgan Lake     | Saut en hauteur  | 1,95 m        | 7e            | Forfait     | Forfait                             |
| Holly Bradshaw  | Saut à la perche | 4,55 m        | 1re           | 4,85 m      | Médaille de bronze, Jeux olympiques |
| Abigail Irozuru | Saut en longueur | 6,75 m        | 4e            | 6,51 m      | 11e                                 |
| Jazmin Sawyers  | Saut en longueur | 6,62 m        | 11e           | 6,80 m      | 8e                                  |
| Lorraine Ugen   | Saut en longueur | 6,05 m        | 15e           | Éliminée    | Éliminée                            |
| Sophie McKinna  | Lancer du poids  | 17,81 m       | 18e           | Éliminée    | Éliminée                            |

#### Combinés
| Athlète                   | Épreuve  | 100 H   | SH     | LP      | 200 m | SL  | LJ | 800 m | Total   | Rang    |
| ------------------------- | -------- | ------- | ------ | ------- | ----- | --- | -- | ----- | ------- | ------- |
| Katarina Johnson-Thompson | Résultat | 13 s 27 | 1,86 m | 13,31 m | Dsq   | Fft | -  | -     | Abandon | Abandon |
| Katarina Johnson-Thompson | Points   | 1 084   | 1 054  | 748     | 0     | 0   | -  | -     | Abandon | Abandon |

### Aviron
| Athlète | Compétition                         | Série         | Série | Repêchages    | Repêchages | Quarts de finale | Quarts de finale | Demi-finale                   | Demi-finale  | Finale                 | Finale                              |
| Athlète | Compétition                         | Temps         | Rang  | Temps         | Rang       | Temps            | Rang             | Temps                         | Rang         | Temps                  | Rang                                |
| --- | ----------------------------------- | ------------- | ----- | ------------- | ---------- | ---------------- | ---------------- | ----------------------------- | ------------ | ---------------------- | ----------------------------------- |
| John Collins Graeme Thomas | Deux de couple masculin             | 6 min 12 s 80 | 2e    | -             | -          | Non disputé      | Non disputé      | Demi-finale A/B 6 min 22 s 95 | 2e           | Finale A 6 min 6 s 46  | 4e                                  |
| Oliver Cook Matthew Rossiter Rory Gibbs Sholto Carnegie                                                                                  | Quatre sans barreur masculin        | 5 min 55 s 36 | 1er   | -             | -          | Disputé          | Disputé          | Disputé                       | Disputé      | Finale A 5 min 45 s 78 | 4e                                  |
| Tom Barras Jack Beaumont Angus Groom Harry Leask                                                                                         | Quatre de couple masculin           | 5 min 42 s 1  | 3e    | 5 min 55 s 91 | 1er        | Non disputé      | Non disputé      | Non disputé                   | Non disputé  | Finale A 5 min 33 s 75 | Médaille d'argent, Jeux olympiques  |
| Josh Bugajski Jacob Dawson Tom George Mohamed Sbihi Charles Elwes Oliver Wynne-Griffith James Rudkin Tom Ford Henry Fieldman (barreur)   | Huit masculin                       | 5 min 34 s 40 | 3e    | 5 min 23 s 32 | 2e         | Non disputé      | Non disputé      | Non disputé                   | Non disputé  | Finale A 5 min 25 s 73 | Médaille de bronze, Jeux olympiques |
| Victoria Thornley | Skiff féminin                       | 7 min 44 s 30 | 1re   | -             | -          | 7 min 59 s 93    | 3e               | Demi-finale A/B 7 min 25 s 12 | 2e           | Finale A 7 min 20 s 39 | 4e                                  |
| Helen Glover Polly Swann | Deux sans barreur féminin           | 7 min 23 s 98 | 3e    | -             | -          | Non disputé      | Non disputé      | Demi-finale A/B 6 min 49 s 39 | 2e           | Finale A 6 min 54 s 94 | 4e                                  |
| Emily Craig Imogen Grant | Deux de couple poids légers féminin | 7 min 3 s 29  | 2e    | -             | -          | Non disputé      | Non disputé      | Demi-finale A/B 6 min 41 s 99 | 1re          | Finale A 6 min 48 s 4  | 4e                                  |
| Rowan McKellar Kristina Walker Karen Bennett Rebecca Shorten                                                                             | Quatre sans barreur féminin         | 6 min 41 s 2  | 4e    | 6 min 46 s 20 | 1re        | Non disputé      | Non disputé      | Non disputé                   | Non disputé  | Finale A 6 min 21 s 52 | 4e                                  |
| Hannah Scott Mathilda Hodgkins Byrne Charlotte Hodgkins Byrne Lucy Glover                                                                | Quatre de couple féminin            | 6 min 20 s 80 | 3e    | 6 min 42 s 97 | 4e         | Non disputé      | Non disputé      | Non disputé                   | Non disputé  | Finale B 6 min 25 s 14 | 7e                                  |
| Fiona Gammond Chloe Brew Emily Ford Beccy Muzerie Caragh McMurtry Katherine Douglas Rebecca Edwards Sara Parfett Matilda Horn (barreuse) | Huit féminin                        | 6 min 26 s 75 | 4e    | 6 min 5 s 26  | 5e         | Non concerné     | Non concerné     | Non concerné                  | Non concerné | Éliminées              | Éliminées                           |

### Badminton
| Athlète                   | Compétition   | Phase de groupes                        | Phase de groupes                       | Phase de groupes                                     | Phase de groupes | 1/8e de finale                | Quarts de finale                | Demi-finales     | Finale           | Finale    |
| Athlète                   | Compétition   | Adversaire Score                        | Adversaire Score                       | Adversaire Score                                     | Rang             | Adversaire Score              | Adversaire Score                | Adversaire Score | Adversaire Score | Rang      |
| ------------------------- | ------------- | --------------------------------------- | -------------------------------------- | ---------------------------------------------------- | ---------------- | ----------------------------- | ------------------------------- | ---------------- | ---------------- | --------- |
| Toby Penty                | Simple hommes | Schäfer Victoire 21-18, 21-11           | Wangcharoen Victoire 21-19, 21-12      | Non disputé                                          | 1er du gr. K     | Antonsen Défaite 10-21, 15-21 | Éliminé                         | Éliminé          | Éliminé          | Éliminé   |
| Kirsty Gilmour            | Simple dames  | Shahzad Victoire 21-14, 21-14           | Yamaguchi Défaite 9-21, 18-21          | Non disputé                                          | 2e du gr. L      | Éliminée                      | Éliminée                        | Éliminée         | Éliminée         | Éliminée  |
| Ben Lane Sean Vendy       | Double hommes | Gideon / Sukamuljo Défaite 15-21, 11-21 | Lee Y. / Wang Défaite 17-21, 14-21     | Rankireddy / Shetty Défaite 17-21, 19-21             | 4e du gr. A      | Non disputé                   | Éliminés                        | Éliminés         | Éliminés         | Éliminés  |
| Chloe Birch Lauren Smith  | Double dames  | Fukushima / Hirota Défaite 13-21, 14-21 | Polii / Rahayu Défaite 11-21, 13-21    | Chow / Lee M. Y. Défaite 19-21, 16-21                | 4e du gr. A      | Non disputé                   | Éliminées                       | Éliminées        | Éliminées        | Éliminées |
| Marcus Ellis Lauren Smith | Double mixte  | Gicquel / Delrue Victoire 21-18, 21-17  | Hurlburt-Yu / Wu Victoire 21-13, 21-19 | Puavaranukroh / Taerattanachai Victoire 21-12, 21-19 | 1er du gr. B     | Non disputé                   | Tang / Tse Défaite 13-21, 18-21 | Éliminés         | Éliminés         | Éliminés  |

### Boxe
| Athlète             | Catégorie                    | 1/16e de finale             | 1/8e de finale          | Quart de finale       | Demi-finale             | Finale               | Rang                                |
| Athlète             | Catégorie                    | Adversaire Résultat         | Adversaire Résultat     | Adversaire Résultat   | Adversaire Résultat     | Adversaire Résultat  | Rang                                |
| ------------------- | ---------------------------- | --------------------------- | ----------------------- | --------------------- | ----------------------- | -------------------- | ----------------------------------- |
| Galal Yafai         | Mouches hommes (-52 kg)      | Soghomonyan Victoire (Arr.) | Chinyemba Victoire 3-2  | Veitía Victoire 4-1   | Bibossinov Victoire 3-2 | Paalam Victoire 4-1  | Médaille d'or, Jeux olympiques      |
| Peter McGrail       | Plumes hommes (-57 kg)       | Butdee Défaite 0-5          | Éliminé                 | Éliminé               | Éliminé                 | Éliminé              | 17e                                 |
| Luke McCormack      | Légers hommes (-63 kg)       | Kaushik Victoire 4-1        | Cruz Gómez Défaite 0-5  | Éliminé               | Éliminé                 | Éliminé              | 9e                                  |
| Pat McCormack       | Welters hommes (-69 kg)      | Exempté                     | Radzionau Victoire 5-0  | Baturov Victoire 4-1  | Walsh Victoire (W/O)    | Iglesias Défaite 0-5 | Médaille d'argent, Jeux olympiques  |
| Benjamin Whittaker  | Mi-lourds hommes (-81 kg)    | Vivas Victoire 4-1          | Oraby Victoire 5-0      | Machado Victoire 3-2  | Khataev Victoire 4-1    | López Défaite 1-4    | Médaille d'argent, Jeux olympiques  |
| Cheavon Clarke      | Lourds hommes (-91 kg)       | Exempté                     | Teixeira Défaite 1-4    | Éliminé               | Éliminé                 | Éliminé              | 9e                                  |
| Frazer Clarke       | Super-lourds hommes (+91 kg) | Exempté                     | Rogava Victoire 4-1     | Aliev Victoire (Dsq)  | Jalolov Défaite (Bl.)   | Éliminé              | Médaille de bronze, Jeux olympiques |
| Charley Davison     | Mouches femmes (-51 kg)      | Cheddar Victoire 5-0        | Chang Défaite 0-5       | Éliminée              | Éliminée                | Éliminée             | 9e                                  |
| Karriss Artingstall | Plumes femmes (-57 kg)       | Kenosi Victoire 5-0         | Romeu Victoire 5-0      | Nicolson Victoire 3-2 | Irie Défaite 2-3        | Éliminée             | Médaille de bronze, Jeux olympiques |
| Caroline Dubois     | Légers femmes (-60 kg)       | Sadiku Victoire 5-0         | Ellis Victoire 3-0      | Seesondee Défaite 2-3 | Éliminée                | Éliminée             | 5e                                  |
| Lauren Price        | Moyens femmes (-75 kg)       | Non disputé                 | Mönkhbatyn Victoire 5-0 | Bylon Victoire 5-0    | Fontijn Victoire 3-2    | Li Victoire 5-0      | Médaille d'or, Jeux olympiques      |

### Canoë-kayak
| Athlète      | Compétition     | Série          | Série | Quarts de finale | Quarts de finale | Demi-finale    | Demi-finale | Finale Finale B Finale C | Finale Finale B Finale C            |
| Athlète      | Compétition     | Temps          | Rang  | Temps            | Rang             | Temps          | Rang        | Temps                    | Rang                                |
| ------------ | --------------- | -------------- | ----- | ---------------- | ---------------- | -------------- | ----------- | ------------------------ | ----------------------------------- |
| Liam Heath   | K1 200 m hommes | 34 s 582       | 3e    | 33 s 985         | 1er              | 35 s 108       | 2e          | 35 s 202                 | Médaille de bronze, Jeux olympiques |
| Katie Reid   | C1 200 m femmes | 47 s 876       | 4e    | 47 s 821         | 4e               | Éliminée       | Éliminée    | Éliminée                 | Éliminée                            |
| Emily Lewis  | K1 200 m femmes | 42 s 038       | 4e    | 42 s 945         | 3e               | Éliminée       | Éliminée    | Éliminée                 | Éliminée                            |
| Emily Lewis  | K1 500 m femmes | 1 min 55 s 743 | 7e    | 1 min 51 s 996   | 4e               | Éliminée       | Éliminée    | Éliminée                 | Éliminée                            |
| Deborah Kerr | K1 200 m femmes | 41 s 168       | 3e    | 42 s 742         | 1re              | 39 s 751       | 2e          | 40 s 409                 | 8e                                  |
| Deborah Kerr | K1 500 m femmes | 1 min 51 s 375 | 5e    | 1 min 50 s 133   | 3e               | 1 min 55 s 955 | 7e          | Éliminée                 | Éliminée                            |

| Athlète               | Compétition  | Série    | Série | Série    | Série | Série    | Série | Demi-finale | Demi-finale | Finale   | Finale                             |
| Athlète               | Compétition  | Run 1    | Rang  | Run 2    | Rang  | Meilleur | Rang  | Temps       | Rang        | Temps    | Rang                               |
| --------------------- | ------------ | -------- | ----- | -------- | ----- | -------- | ----- | ----------- | ----------- | -------- | ---------------------------------- |
| Adam Burgess          | C-1 masculin | 99 s 82  | 4e    | 99 s 64  | 2e    | 99 s 64  | 3e    | 106 s 18    | 8e          | 103 s 86 | 4e                                 |
| Bradley Forbes-Cryans | K-1 masculin | 93 s 65  | 5e    | 101 s 46 | 21e   | 93 s 65  | 13e   | 96 s 48     | 5e          | 100 s 58 | 6e                                 |
| Mallory Franklin      | C-1 féminin  | 107 s 51 | 1re   | 105 s 6  | 1re   | 105 s 6  | 1re   | 117 s 75    | 6e          | 108 s 68 | Médaille d'argent, Jeux olympiques |
| Kimberley Woods       | K-1 féminin  | 109 s 63 | 8e    | 107 s 82 | 8e    | 107 s 82 | 9e    | 109 s 0     | 6e          | 177 s 9  | 10e                                |

### Cyclisme

#### BMX
| Athlète               | Compétition | Tour de classement | Tour de classement | Tour de classement | Tour de classement | Finale   | Finale   | Finale   | Finale                              |
| Athlète               | Compétition | Manche 1           | Manche 2           | Moyenne            | Rang               | Manche 1 | Manche 2 | Résultat | Rang                                |
| --------------------- | ----------- | ------------------ | ------------------ | ------------------ | ------------------ | -------- | -------- | -------- | ----------------------------------- |
| Declan Brooks         | Hommes      | 74,30              | 79,20              | 76,75              | 7e                 | 89,40    | 90,80    | 90,80    | Médaille de bronze, Jeux olympiques |
| Charlotte Worthington | Femmes      | 81,80              | 81,20              | 81,50              | 4e                 | 38,60    | 97,50    | 97,50    | Médaille d'or, Jeux olympiques      |

| Athlète       | Compétition | Quart de finale | Quart de finale | Demi-finale | Demi-finale | Finale   | Finale                             |
| Athlète       | Compétition | Points          | Rang            | Points      | Rang        | Temps    | Rang                               |
| ------------- | ----------- | --------------- | --------------- | ----------- | ----------- | -------- | ---------------------------------- |
| Kye Whyte     | Hommes      | 9               | 2e              | 8           | 2e          | 39 s 167 | Médaille d'argent, Jeux olympiques |
| Beth Shriever | Femmes      | 5               | 1re             | 3           | 1re         | 44 s 358 | Médaille d'or, Jeux olympiques     |

#### Sur piste
| Athlète       | Compétition | Qualification        | Qualification | 1er tour                           | Repêchage 1              | 2e tour                               | Repêchage 2              | 3e tour                             | Repêchage 3                         | Quarts de finale               | Demi-finale              | Finale Match de classement                     | Finale Match de classement          |
| Athlète       | Compétition | Temps Vitesse        | Rang          | Adversaire Temps Vitesse           | Adversaire Temps Vitesse | Adversaire Temps Vitesse              | Adversaire Temps Vitesse | Adversaire Temps Vitesse            | Adversaire Temps Vitesse            | Adversaire Temps Vitesse       | Adversaire Temps Vitesse | Adversaire Temps Vitesse                       | Rang                                |
| ------------- | ----------- | -------------------- | ------------- | ---------------------------------- | ------------------------ | ------------------------------------- | ------------------------ | ----------------------------------- | ----------------------------------- | ------------------------------ | ------------------------ | ---------------------------------------------- | ----------------------------------- |
| Jack Carlin   | Hommes      | 9 s 306 77,369 km/h  | 3e            | Hart Victoire 9 s 829 73,253 km/h  | -                        | Sahrom Victoire 8 s 884 72,845 km/h   | -                        | Vigier Victoire 9 s 963 72,267 km/h | -                                   | Levy Victoire 9 s 680, 9 s 795 | Lavreysen Défaite 0-2    | Dmitriev Victoire 9 s 786, 9 s 934             | Médaille de bronze, Jeux olympiques |
| Jason Kenny   | Hommes      | 9 s 510 75,710 km/h  | 8e            | Awang Victoire 9 s 791 73,537 km/h | -                        | Wakimoto Victoire 9 s 916 72,610 km/h | -                        | Dmitriev Défaite                    | Awang Wakimoto 10 s 066 71,528 km/h | Lavreysen Défaite              | Non qualifié             | 5e place Levy Vigier Paul Défaite              | 6e                                  |
| Katy Marchant | Femmes      | 10 s 495 68,604 km/h | 8e            | Kobayashi 11 s 134 64,667 km/h     | -                        | Lee 10 s 970 65,634 km/h              | -                        | Genest 10 s 935 65,844 km/h         | -                                   | Lee Défaite                    | Non qualifiée            | 5e place Friedrich Braspennincx Genest Défaite | 6e                                  |

| Athlète                            | Compétition | Qualification        | Qualification | Demi-finale                             | Demi-finale | Finale                               | Finale                             |
| Athlète                            | Compétition | Temps Vitesse        | Rang          | Adversaire Temps Vitesse                | Rang        | Adversaire Temps Vitesse             | Rang                               |
| ---------------------------------- | ----------- | -------------------- | ------------- | --------------------------------------- | ----------- | ------------------------------------ | ---------------------------------- |
| Jack Carlin Jason Kenny Ryan Owens | Hommes      | 42 s 231 63,934 km/h | 2e            | Allemagne Victoire 41 s 829 64,549 km/h | 2e          | Pays-Ba Défaite 44 s 589 60,553 km/h | Médaille d'argent, Jeux olympiques |

| Athlète                                                                            | Compétition | Qualification  | Qualification | Premier tour                      | Premier tour | Finale Classement                | Finale Classement                  |
| Athlète                                                                            | Compétition | Temps          | Rang          | Adversaire Résultat               | Rang         | Adversaire Résultat              | Rang                               |
| ---------------------------------------------------------------------------------- | ----------- | -------------- | ------------- | --------------------------------- | ------------ | -------------------------------- | ---------------------------------- |
| Edward Clancy Ethan Hayter Ethan Vernon Matthew Walls Oliver Wood Charlie Tanfield | Hommes      | 3 min 47 s 507 | 4e            | Danemark Défaite 4 min 28 s 489   | 8e           | Suisse Victoire 3 min 45 s 636   | 7e                                 |
| Katie Archibald Elinor Barker Neah Evans Laura Kenny Josie Knight                  | Femmes      | 4 min 9 s 022  | 2e            | États-Unis Victoire 4 min 7 s 562 | 2e           | Allemagne Défaite 4 min 10 s 607 | Médaille d'argent, Jeux olympiques |

| Athlète       | Compétition | 1er tour | Repêchages  | Quarts de finale | Demi-finale | Finale (1-6) ou classement (7-12) |          |
| Athlète       | Compétition | Rang     | Rang        | Rang             | Rang        | Rang                              |          |
| ------------- | ----------- | -------- | ----------- | ---------------- | ----------- | --------------------------------- | -------- |
| Jack Carlin   | Hommes      | 1er      | Non disputé | 2e               | 4e          | 8e                                |          |
| Jason Kenny   | Hommes      | 4e       | 1er         | 2e               | 1er         | Médaille d'or, Jeux olympiques    |          |
| Katy Marchant | Femmes      | Dcl      | 1re         | 5e               | Éliminée    | Éliminée                          | Éliminée |

| Athlète       | Compétition | Scratch | Scratch | Course tempo | Course tempo | Élimination | Élimination | Course aux points | Course aux points | Total | Rang                           |
| Athlète       | Compétition | Rang    | Points  | Rang         | Points       | Rang        | Points      | Rang              | Points            | Total | Rang                           |
| ------------- | ----------- | ------- | ------- | ------------ | ------------ | ----------- | ----------- | ----------------- | ----------------- | ----- | ------------------------------ |
| Matthew Walls | Hommes      | 1er     | 40      | 3e           | 36           | 2e          | 38          | 2e                | 39                | 153   | Médaille d'or, Jeux olympiques |
| Laura Kenny   | Femmes      | ab.     | 16      | 1re          | 40           | 13e         | 16          | 1re               | 24                | 96    | 6e                             |

| Athlète                     | Épreuve | Points | Tours | Classement                         |
| --------------------------- | ------- | ------ | ----- | ---------------------------------- |
| Ethan Hayter Matthew Walls  | Hommes  | 40     | 0     | Médaille d'argent, Jeux olympiques |
| Katie Archibald Laura Kenny | Femmes  | 58     | 20    | Médaille d'or, Jeux olympiques     |

#### Sur route
| Athlète            | Compétition | Temps             | Rang |
| ------------------ | ----------- | ----------------- | ---- |
| Tao Geoghegan Hart | Hommes      | 1 h 1 min 44 s 81 | 29e  |
| Geraint Thomas     | Hommes      | 57 min 46 s 61    | 12e  |
| Anna Shackley      | Femmes      | 34 min 13 s 60    | 18e  |

| Athlète            | Compétition | Temps           | Rang    |
| ------------------ | ----------- | --------------- | ------- |
| Tao Geoghegan Hart | Hommes      | Abandon         | Abandon |
| Geraint Thomas     | Hommes      | Abandon         | Abandon |
| Adam Yates         | Hommes      | 6 h 6 min 33 s  | 9e      |
| Simon Yates        | Hommes      | 6 h 9 min 4 s   | 17e     |
| Elizabeth Deignan  | Femmes      | 3 h 54 min 31 s | 11e     |
| Anna Shackley      | Femmes      | Abandon         | Abandon |

#### VTT
| Athlète       | Compétition | Temps           | Rang                           |
| ------------- | ----------- | --------------- | ------------------------------ |
| Tom Pidcock   | Hommes      | 1 h 25 min 14 s | Médaille d'or, Jeux olympiques |
| Evie Richards | Femmes      | 1 h 19 min 9 s  | 7e                             |

### Natation synchronisée
| Athlètes                      | Compétition | Qualifications      | Qualifications  | Qualifications | Qualifications | Finale          | Finale                    | Finale          |
| Athlètes                      | Compétition | Programme technique | Programme libre | Total          | Rang           | Programme libre | Programme libre           | Programme libre |
| Athlètes                      | Compétition | Points              | Points          | Total          | Rang           | Points          | Total (technique + libre) | Rang            |
| ----------------------------- | ----------- | ------------------- | --------------- | -------------- | -------------- | --------------- | ------------------------- | --------------- |
| Kate Shortman Isabelle Thorpe | Duo         | 85,1548             | 84,7333         | 169,8881       | 14e            | Éliminées       | Éliminées                 | Éliminées       |

### Équitation
| Athlète                                      | Cheval         | Compétition | Grand Prix | Grand Prix | Grand prix spécial | Grand prix spécial | Grand prix libre | Grand prix libre | Total   | Total                               |
| Athlète                                      | Cheval         | Compétition | Score      | Rang       | Score              | Rang               | Technique        | Artistique       | Score   | Rang                                |
| -------------------------------------------- | -------------- | ----------- | ---------- | ---------- | ------------------ | ------------------ | ---------------- | ---------------- | ------- | ----------------------------------- |
| Charlotte Dujardin                           | Gio            | Individuel  | 80,963     | 4e         | Non disputé        | Non disputé        | 83,000           | 94,086           | 88,543  | Médaille de bronze, Jeux olympiques |
| Charlotte Fry                                | Everdale       | Individuel  | 77,096     | 8e         | Non disputé        | Non disputé        | 75,714           | 85,514           | 80,614  | 13e                                 |
| Carl Hester                                  | En Vogue       | Individuel  | 75,124     | 13e        | Non disputé        | Non disputé        | 77,750           | 85,886           | 81,818  | 8e                                  |
| Charlotte Dujardin Charlotte Fry Carl Hester | voir ci-dessus | Par équipes | 7 508,5    | 2e         | 7 723,0            | 3e                 | Non disputé      | Non disputé      | 7 723,0 | Médaille de bronze, Jeux olympiques |

| Athlète                                 | Cheval           | Compétition | Dressage  | Dressage | Cross-country | Cross-country | Cross-country | Saut d'obstacles | Saut d'obstacles | Saut d'obstacles | Saut d'obstacles | Saut d'obstacles | Saut d'obstacles | Total     | Total                              |
| Athlète                                 | Cheval           | Compétition | Dressage  | Dressage | Cross-country | Cross-country | Cross-country | Qualification    | Qualification    | Qualification    | Finale           | Finale           | Finale           | Total     | Total                              |
| Athlète                                 | Cheval           | Compétition | Pénalités | Rang     | Pénalités     | Total         | Rang          | Pénalités        | Total            | Rang             | Pénalités        | Total            | Rang             | Pénalités | Rang                               |
| --------------------------------------- | ---------------- | ----------- | --------- | -------- | ------------- | ------------- | ------------- | ---------------- | ---------------- | ---------------- | ---------------- | ---------------- | ---------------- | --------- | ---------------------------------- |
| Laura Collett                           | London 52        | Individuel  | 25,80     | 6e       | 0,00          | 25,80         | 3e            | 4,00             | 29,80            | 5e               | 8,00             | 37,80            | 9e               | 37,80     | 9e                                 |
| Tom McEwen                              | Toledo de Kerser | Individuel  | 28,90     | 12e      | 0,00          | 28,90         | 6e            | 0,00             | 28,90            | 3e               | 0,00             | 28,90            | 2e               | 28,90     | Médaille d'argent, Jeux olympiques |
| Oliver Townend                          | Ballaghmor Class | Individuel  | 23,60     | 2e       | 0,00          | 23,60         | 1er           | 4,00             | 27,60            | 2e               | 4,80             | 32,40            | 5e               | 32,40     | 5e                                 |
| Laura Collett Tom McEwen Oliver Townend | voir ci-dessus   | Par équipes | 78,30     | 1er      | 0,00          | 78,30         | 1er           | 8,00             | 86,30            | 1re              | Non disputé      | Non disputé      | Non disputé      | 86,30     | Médaille d'or, Jeux olympiques     |

| Athlète                             | Cheval                      | Compétition | Qualification | Qualification | Qualification | Qualification | Qualification | Finale    | Finale    | Finale    | Finale  | Finale  | Barrage       | Barrage       | Barrage                        |
| Athlète                             | Cheval                      | Compétition | Pénalités     | Pénalités     | Pénalités     | Temps         | Rang          | Pénalités | Pénalités | Pénalités | Temps   | Rang    | Pénalités     | Temps         | Rang                           |
| Athlète                             | Cheval                      | Compétition | Saut          | Temps         | Total         | Temps         | Rang          | Saut      | Temps     | Total     | Temps   | Rang    | Pénalités     | Temps         | Rang                           |
| ----------------------------------- | --------------------------- | ----------- | ------------- | ------------- | ------------- | ------------- | ------------- | --------- | --------- | --------- | ------- | ------- | ------------- | ------------- | ------------------------------ |
| Scott Brash                         | Hello Jefferson             | Individuel  | 0,00          | 0,00          | 0,00          | 85,72         | =1er          | 0,00      | 1,00      | 1,00      | 88,45   | 7e      | Non qualifié  | Non qualifié  | Non qualifié                   |
| Harry Charles                       | Romeo 88                    | Individuel  | 0,00          | 0,00          | 0,00          | 86,94         | =1er          | Abandon   | Abandon   | Abandon   | Abandon | Abandon | Non qualifié  | Non qualifié  | Non qualifié                   |
| Ben Maher                           | Explosion W                 | Individuel  | 0,00          | 0,00          | 0,00          | 81,34         | =1er          | 0,00      | 0,00      | 0,00      | 85,67   | =1er    | 0,00          | 37,85         | Médaille d'or, Jeux olympiques |
| Harry Charles Ben Maher Holly Smith | Romeo 88 Explosion W Denver | Par équipes | -             | -             | 20            | -             | 7e            | -         | -         | 24 + FF   | 162,46  | 10e     | Non qualifiés | Non qualifiés | Non qualifiés                  |

### Escalade
| Athlète       | Compétition    | Qualifications | Qualifications | Qualifications | Qualifications | Qualifications | Qualifications | Qualifications | Qualifications | Qualifications | Finale   | Finale   | Finale   | Finale   | Finale     | Finale     | Finale     | Finale   | Finale   |
| Athlète       | Compétition    | Vitesse        | Vitesse        | Bloc           | Bloc           | Difficulté     | Difficulté     | Difficulté     | Total          | Rang           | Vitesse  | Vitesse  | Bloc     | Bloc     | Difficulté | Difficulté | Difficulté | Total    | Rang     |
| Athlète       | Compétition    | MT             | Rang           | Résultat       | Rang           | PA             | Temps          | Rang           | Total          | Rang           | MT       | Rang     | Résultat | Rang     | PA         | Temps      | Rang       | Total    | Rang     |
| ------------- | -------------- | -------------- | -------------- | -------------- | -------------- | -------------- | -------------- | -------------- | -------------- | -------------- | -------- | -------- | -------- | -------- | ---------- | ---------- | ---------- | -------- | -------- |
| Shauna Coxsey | Combiné femmes | 9 s 65         | 16e            | 2T4z 3 4       | 4e             | 21+            | 2 s 23         | 13e            | 832,00         | 10e            | Éliminée | Éliminée | Éliminée | Éliminée | Éliminée   | Éliminée   | Éliminée   | Éliminée | Éliminée |

### Escrime
| Athlète         | Compétition        | 1/32e de finale  | 1/16e de finale     | 1/8e de finale   | Quarts de finale | Demi-finale Classement 5-8 | Finale 3e place Classement 5e, 7e places | Rang    |
| Athlète         | Compétition        | Adversaire Score | Adversaire Score    | Adversaire Score | Adversaire Score | Adversaire Score           | Adversaire Score                         | Rang    |
| --------------- | ------------------ | ---------------- | ------------------- | ---------------- | ---------------- | -------------------------- | ---------------------------------------- | ------- |
| Marcus Mepstead | Fleuret individuel | Exempté          | Hamza Défaite 13-15 | Éliminé          | Éliminé          | Éliminé                    | Éliminé                                  | Éliminé |

### Football
| Compétition     | Phase de groupe    | Phase de groupe    | Phase de groupe  | Phase de groupe | Quart de finale                   | Demi-finale      | Finale / MB      | Finale / MB |
| Compétition     | Adversaire Score   | Adversaire Score   | Adversaire Score | Rang            | Adversaire Score                  | Adversaire Score | Adversaire Score | Rang        |
| --------------- | ------------------ | ------------------ | ---------------- | --------------- | --------------------------------- | ---------------- | ---------------- | ----------- |
| Tournoi féminin | Chili Victoire 2-0 | Japon Victoire 1-0 | Canada Nul 1-1   | 1re             | Australie Défaite 2-2 (3-4 a. p.) | Éliminées        | Éliminées        | 5e          |

### Golf
| Athlète            | Compétition       | Scores | Scores | Scores | Scores | Total     | Rang |
| Athlète            | Compétition       | Jour 1 | Jour 2 | Jour 3 | Jour 4 | Total     | Rang |
| ------------------ | ----------------- | ------ | ------ | ------ | ------ | --------- | ---- |
| Paul Casey         | Épreuve masculine | 67     | 68     | 66     | 68     | 269 (-15) | T4   |
| Tommy Fleetwood    | Épreuve masculine | 70     | 69     | 64     | 70     | 273 (-11) | T16  |
| Jodi Ewart Shadoff | Épreuve féminine  | 74     | 68     | 70     | 72     | 284 (0)   | T40  |
| Mel Reid           | Épreuve féminine  | 73     | 75     | 76     | 68     | 292 (+8)  | 55e  |

### Gymnastique

#### Artistique
| Athlète              | Qualifications | Qualifications | Qualifications | Qualifications | Qualifications    | Qualifications | Qualifications | Qualifications | Finale   | Finale         | Finale   | Finale   | Finale            | Finale     | Finale  | Finale |
| Athlète              | Appareil       | Appareil       | Appareil       | Appareil       | Appareil          | Appareil       | Total          | Rang           | Appareil | Appareil       | Appareil | Appareil | Appareil          | Appareil   | Total   | Rang   |
| Athlète              | Sol            | Cheval d'arçon | Anneaux        | Saut           | Barres parallèles | Barre fixe     | Total          | Rang           | Sol      | Cheval d'arçon | Anneaux  | Saut     | Barres parallèles | Barre fixe | Total   | Rang   |
| -------------------- | -------------- | -------------- | -------------- | -------------- | ----------------- | -------------- | -------------- | -------------- | -------- | -------------- | -------- | -------- | ----------------- | ---------- | ------- | ------ |
| Joe Fraser           | 14,066         | 14,666         | 14,400         | 13,833         | 15,400            | 13,933         | 86,298         | 5e             | 13,866   | 14,666         | 14,500   | 14,133   | 14,666            | 14,333     | -       | -      |
| James Hall           | 13,866         | 14,100         | 13,733         | 14,333         | 14,333            | 14,066         | 84,431         | 16e            | 14,033   | 14,000         | 13,600   | 14,233   | 13,100            | 14,200     | -       | -      |
| Giarnni Regini-Moran | 14,666         | 12,166         | 13,666         | 14,600         | 14,933            | 13,100         | 82,831         | 23e            | 14,533   | -              | 13,733   | 14,666   | 15,166            | -          | -       | -      |
| Max Whitlock         | -              | 14,900         | -              | -              | 14,100            | 13,400         | -              | -              | 14,966   | -              | -        | -        | -                 | 13,366     | -       | -      |
| Total                | 42,598         | 43,666         | 41,499         | 42,766         | 44,666            | 41,399         | 256,594        | 5e             | 42,432   | 43,632         | 41,833   | 43,032   | 42,932            | 41,899     | 255,760 | 4e     |

| Athlète      | Compétition       | Qualifications                 | Qualifications                 | Qualifications                 | Qualifications                 | Qualifications                 | Qualifications                 | Qualifications                 | Qualifications                 | Finale   | Finale         | Finale   | Finale   | Finale            | Finale     | Finale | Finale                         |
| Athlète      | Compétition       | Appareil                       | Appareil                       | Appareil                       | Appareil                       | Appareil                       | Appareil                       | Total                          | Rang                           | Appareil | Appareil       | Appareil | Appareil | Appareil          | Appareil   | Total  | Rang                           |
| Athlète      | Compétition       | Sol                            | Cheval d'arçon                 | Anneaux                        | Saut                           | Barres parallèles              | Barre fixe                     | Total                          | Rang                           | Sol      | Cheval d'arçon | Anneaux  | Saut     | Barres parallèles | Barre fixe | Total  | Rang                           |
| ------------ | ----------------- | ------------------------------ | ------------------------------ | ------------------------------ | ------------------------------ | ------------------------------ | ------------------------------ | ------------------------------ | ------------------------------ | -------- | -------------- | -------- | -------- | ----------------- | ---------- | ------ | ------------------------------ |
| James Hall   | Concours général  | voir les résultats par équipes | voir les résultats par équipes | voir les résultats par équipes | voir les résultats par équipes | voir les résultats par équipes | voir les résultats par équipes | voir les résultats par équipes | voir les résultats par équipes | 14,466   | 13,433         | 13,966   | 14,300   | 14,433            | 14,000     | 84,598 | 8e                             |
| Joe Fraser   | Concours général  | voir les résultats par équipes | voir les résultats par équipes | voir les résultats par équipes | voir les résultats par équipes | voir les résultats par équipes | voir les résultats par équipes | voir les résultats par équipes | voir les résultats par équipes | 14,100   | 13,300         | 14,433   | 13,133   | 15,133            | 14,400     | 84,499 | 9e                             |
| Joe Fraser   | Barres parallèles | -                              | -                              | -                              | -                              | 15,400                         | -                              | 15,400                         | 7e                             | -        | -              | -        | -        | 14,500            | -          | 14,500 | 8e                             |
| Max Whitlock | Cheval d'arçons   | -                              | 14,900                         | -                              | -                              | -                              | -                              | 14,900                         | 5e                             | -        | 15,583         | -        | -        | -                 | -          | 15,583 | Médaille d'or, Jeux olympiques |

| Athlète           | Qualifications | Qualifications      | Qualifications | Qualifications | Qualifications | Qualifications | Finale   | Finale              | Finale   | Finale   | Finale  | Finale                              |
| Athlète           | Appareil       | Appareil            | Appareil       | Appareil       | Total          | Rang           | Appareil | Appareil            | Appareil | Appareil | Total   | Rang                                |
| Athlète           | Saut           | Barres asymétriques | Poutre         | Sol            | Total          | Rang           | Saut     | Barres asymétriques | Poutre   | Sol      | Total   | Rang                                |
| ----------------- | -------------- | ------------------- | -------------- | -------------- | -------------- | -------------- | -------- | ------------------- | -------- | -------- | ------- | ----------------------------------- |
| Jennifer Gadirova | 14,533         | 13,066              | 13,300         | 13,800         | 54,699         | 17e            | 14,433   | -                   | 13,300   | 13,700   | -       | -                                   |
| Jessica Gadirova  | 14,500         | 13,800              | 12,866         | 14,033         | 55,199         | 12e            | 14,433   | 13,566              | -        | 13,833   | -       | -                                   |
| Alice Kinsella    | 14,166         | 12,633              | 12,100         | 12,766         | 51,665         | 48e            | 14,266   | 14,166              | 13,333   | 12,800   | -       | -                                   |
| Amelie Morgan     | 13,858         | 13,833              | 13,033         | 12,466         | 53,190         | 33e            | -        | 14,033              | 12,233   | -        | -       | -                                   |
| Total             | 43,199         | 40,699              | 39,199         | 40,599         | 163,396        | 6e             | 43,132   | 41,765              | 38,866   | 40,333   | 164,096 | Médaille de bronze, Jeux olympiques |

| Athlète           | Compétition      | Qualifications                 | Qualifications                 | Qualifications                 | Qualifications                 | Qualifications                 | Qualifications                 | Finale   | Finale              | Finale   | Finale   | Finale | Finale |
| Athlète           | Compétition      | Appareil                       | Appareil                       | Appareil                       | Appareil                       | Total                          | Rang                           | Appareil | Appareil            | Appareil | Appareil | Total  | Rang   |
| Athlète           | Compétition      | Saut                           | Barres asymétriques            | Poutre                         | Sol                            | Total                          | Rang                           | Saut     | Barres asymétriques | Poutre   | Sol      | Total  | Rang   |
| ----------------- | ---------------- | ------------------------------ | ------------------------------ | ------------------------------ | ------------------------------ | ------------------------------ | ------------------------------ | -------- | ------------------- | -------- | -------- | ------ | ------ |
| Jennifer Gadirova | Concours général | voir les résultats par équipes | voir les résultats par équipes | voir les résultats par équipes | voir les résultats par équipes | voir les résultats par équipes | voir les résultats par équipes | 13,800   | 12,400              | 12,933   | 13,800   | 53,333 | 13e    |
| Jennifer Gadirova | Sol              | -                              | -                              | -                              | 13,800                         | 13,800                         | 9e                             | -        | -                   | -        | 13,233   | 13,233 | 7e     |
| Jessica Gadirova  | Concours général | voir les résultats par équipes | voir les résultats par équipes | voir les résultats par équipes | voir les résultats par équipes | voir les résultats par équipes | voir les résultats par équipes | 14,566   | 13,666              | 12,033   | 13,700   | 53,965 | 10e    |
| Jessica Gadirova  | Sol              | -                              | -                              | -                              | 14,033                         | 14,033                         | 5e                             | -        | -                   | -        | 14,000   | 14,000 | 6e     |

#### Trampoline
| Athlète         | Compétition     | Qualifications | Qualifications | Finale   | Finale                              |
| Athlète         | Compétition     | Score          | Rang           | Score    | Rang                                |
| --------------- | --------------- | -------------- | -------------- | -------- | ----------------------------------- |
| Laura Gallagher | Concours femmes | 53,335         | 15e            | Éliminée | Éliminée                            |
| Bryony Page     | Concours femmes | 104,664        | 3e             | 55,735   | Médaille de bronze, Jeux olympiques |

### Haltérophilie
| Athlète        | Compétition    | Arraché  | Arraché | Épaulé-jeté | Épaulé-jeté | Total  | Rang                               |
| Athlète        | Compétition    | Résultat | Rang    | Résultat    | Rang        | Total  | Rang                               |
| -------------- | -------------- | -------- | ------- | ----------- | ----------- | ------ | ---------------------------------- |
| Zoe Smith      | Moins de 59 kg | 87 kg    | 8e      | 113 kg      | 7e          | 200 kg | 8e                                 |
| Sarah Davies   | Moins de 64 kg | 100 kg   | 7e      | 127 kg      | 3e          | 227 kg | 5e                                 |
| Emily Muskett  | Moins de 76 kg | 98 kg    | 9e      | 124 kg      | 7e          | 222 kg | 7e                                 |
| Emily Campbell | Plus de 87 kg  | 122 kg   | 4e      | 161 kg      | 2e          | 283 kg | Médaille d'argent, Jeux olympiques |

### Hockey sur gazon
| Compétition      | Phase de groupe             | Phase de groupe             | Phase de groupe       | Phase de groupe      | Phase de groupe      | Phase de groupe | Quart de finale                  | Demi-finale          | Finale / MB       | Finale / MB                         |
| Compétition      | Adversaire Score            | Adversaire Score            | Adversaire Score      | Adversaire Score     | Adversaire Score     | Rang            | Adversaire Score                 | Adversaire Score     | Adversaire Score  | Rang                                |
| ---------------- | --------------------------- | --------------------------- | --------------------- | -------------------- | -------------------- | --------------- | -------------------------------- | -------------------- | ----------------- | ----------------------------------- |
| Tournoi masculin | Afrique du Sud Victoire 3-1 | Canada Victoire 3-1         | Allemagne Défaite 1-5 | Pays-Bas Nul 2-2     | Belgique Nul 2-2     | 3e              | Inde Défaite 1-3                 | Éliminés             | Éliminés          | 5e                                  |
| Tournoi féminin  | Allemagne Défaite 1-2       | Afrique du Sud Victoire 4-1 | Inde Victoire 4-1     | Pays-Bas Défaite 0-1 | Irlande Victoire 2-0 | 3e              | Espagne Victoire 2-2 (2-0 a. p.) | Pays-Bas Défaite 1-5 | Inde Victoire 4-3 | Médaille de bronze, Jeux olympiques |

### Judo
| Athlète         | Compétition           | 1er tour                   | 2e tour               | Quart de finale     | Demi-finale         | Repêchage                | Finale / MB           | Rang                                |
| Athlète         | Compétition           | Adversaire Résultat        | Adversaire Résultat   | Adversaire Résultat | Adversaire Résultat | Adversaire Résultat      | Adversaire Résultat   | Rang                                |
| --------------- | --------------------- | -------------------------- | --------------------- | ------------------- | ------------------- | ------------------------ | --------------------- | ----------------------------------- |
| Ashley McKenzie | Moins de 60 kg hommes | Huseynov Défaite 00-01     | Éliminé               | Éliminé             | Éliminé             | Éliminé                  | Éliminé               | Éliminé                             |
| Chelsie Giles   | Moins de 52 kg femmes | Rexhepi Victoire 01-00     | Iraoui Victoire 01-00 | Abe Défaite 00-01   | Non qualifiée       | Van Snick Victoire 10-00 | Kocher Victoire 10-00 | Médaille de bronze, Jeux olympiques |
| Lucy Renshall   | Moins de 63 kg femmes | Tashiro Défaite 00-01      | Éliminée              | Éliminée            | Éliminée            | Éliminée                 | Éliminée              | Éliminée                            |
| Gemma Howell    | Moins de 70 kg femmes | Pérez Défaite 00-10        | Éliminée              | Éliminée            | Éliminée            | Éliminée                 | Éliminée              | Éliminée                            |
| Natalie Powell  | Moins de 78 kg femmes | Exemptée                   | Yoon Défaite 00-11    | Éliminée            | Éliminée            | Éliminée                 | Éliminée              | Éliminée                            |
| Sarah Adlington | Plus de 78 kg femmes  | Cheikhrouhou Défaite 00-10 | Éliminée              | Éliminée            | Éliminée            | Éliminée                 | Éliminée              | Éliminée                            |

### Natation
| Athlète                                                       | Épreuve              | Série          | Série       | Demi-finale   | Demi-finale | Finale           | Finale                              |
| Athlète                                                       | Épreuve              | Temps          | Rang        | Temps         | Rang        | Temps            | Rang                                |
| ------------------------------------------------------------- | -------------------- | -------------- | ----------- | ------------- | ----------- | ---------------- | ----------------------------------- |
| Ben Proud                                                     | 50 m nage libre      | 21 s 93        | 13e         | 21 s 67       | 5e          | 21 s 72          | 5e                                  |
| Matt Richards                                                 | 100 m nage libre     | Forfait        | Forfait     | Éliminé       | Éliminé     | Éliminé          | Éliminé                             |
| Jacob Whittle                                                 | 100 m nage libre     | 48 s 44        | 16e         | 48 s 11       | 13e         | Éliminé          | Éliminé                             |
| Thomas Dean                                                   | 200 m nage libre     | 1 min 45 s 24  | 3e          | 1 min 45 s 34 | 4e          | 1 min 44 s 22 NR | Médaille d'or, Jeux olympiques      |
| Duncan Scott                                                  | 200 m nage libre     | 1 min 45 s 37  | 5e          | 1 min 44 s 60 | 1er         | 1 min 44 s 26    | Médaille d'argent, Jeux olympiques  |
| Kieran Bird                                                   | 400 m nage libre     | 3 min 48 s 55  | 20e         | Non disputé   | Non disputé | Éliminé          | Éliminé                             |
| Kieran Bird                                                   | 800 m nage libre     | 7 min 57 s 53  | 25e         | Non disputé   | Non disputé | Éliminé          | Éliminé                             |
| Daniel Jervis                                                 | 1 500 m nage libre   | 14 min 50 s 22 | 5e          | Non disputé   | Non disputé | 14 min 55 s 48   | 5e                                  |
| Adam Peaty                                                    | 100 m brasse         | 57 s 56        | 1er         | 57 s 63       | 1er         | 57 s 37          | Médaille d'or, Jeux olympiques      |
| James Wilby                                                   | 100 m brasse         | 58 s 99        | 6e          | 59 s 0        | 6e          | 58 s 96          | 5e                                  |
| James Wilby                                                   | 200 m brasse         | 2 min 9 s 70   | 15e         | 2 min 7 s 91  | 2e          | 2 min 8 s 19     | 6e                                  |
| Ross Murdoch                                                  | 200 m brasse         | 2 min 9 s 95   | 16e         | 2 min 9 s 97  | 12e         | Éliminé          | Éliminé                             |
| Luke Greenbank                                                | 100 m dos            | 53 s 79        | 17e         | Éliminé       | Éliminé     | Éliminé          | Éliminé                             |
| Luke Greenbank                                                | 200 m dos            | 1 min 54 s 63  | 1er         | 1 min 54 s 98 | 2e          | 1 min 54 s 72    | Médaille de bronze, Jeux olympiques |
| Brodie Williams                                               | 200 m dos            | 1 min 57 s 48  | 12e         | 1 min 57 s 73 | 15e         | Éliminé          | Éliminé                             |
| James Guy                                                     | 100 m papillon       | Forfait        | Forfait     | Éliminé       | Éliminé     |                  |                                     |
| Jacob Peters                                                  | 100 m papillon       | 52 s 7         | 24e         | Éliminé       | Éliminé     |                  |                                     |
| Joe Litchfield                                                | 200 m 4 nages        | 2 min 0 s 11   | 34e         | Éliminé       | Éliminé     |                  |                                     |
| Duncan Scott                                                  | 200 m 4 nages        | 1 min 57 s 39  | 5e          | 1 min 56 s 69 | 2e          | 1 min 55 s 28    | Médaille d'argent, Jeux olympiques  |
| Max Litchfield                                                | 400 m 4 nages        | 4 min 10 s 20  | 8e          | Non disputé   | Non disputé | 4 min 10 s 58    | 4e                                  |
| Brodie Williams                                               | 400 m 4 nages        | 4 min 17 s 27  | 21e         | Non disputé   | Non disputé | Éliminé          | Éliminé                             |
| James Guy Matt Richards Joe Litchfield Jacob Whittle          | 4 × 100 m nage libre | 3 min 13 s 17  | 9e          | Non disputé   | Non disputé | Éliminés         | Éliminés                            |
| Thomas Dean James Guy Matt Richards Duncan Scott Calum Jarvis | 4 × 200 m nage libre | 7 min 3 s 25   | 1er         | Non disputé   | Non disputé | 6 min 58 s 58 ER | Médaille d'or, Jeux olympiques      |
| Luke Greenbank James Guy Duncan Scott Adam Peaty James Wilby  | 4 × 100 m 4 nages    | 3 min 37 s 43  | 2e          | Non disputé   | Non disputé | 3 min 27 s 51 ER | Médaille d'argent, Jeux olympiques  |
| Hector Pardoe                                                 | 10 km en eau libre   | Non disputé    | Non disputé | Non disputé   | Non disputé | Abandon          | Abandon                             |

| Athlète                                              | Épreuve              | Série           | Série       | Demi-finale   | Demi-finale | Finale           | Finale    |
| Athlète                                              | Épreuve              | Temps           | Rang        | Temps         | Rang        | Temps            | Rang      |
| ---------------------------------------------------- | -------------------- | --------------- | ----------- | ------------- | ----------- | ---------------- | --------- |
| Anna Hopkin                                          | 50 m nage libre      | Forfait         | Forfait     | Éliminée      | Éliminée    | Éliminée         | Éliminée  |
| Anna Hopkin                                          | 100 m nage libre     | 52 s 75         | 3e          | 53 s 11       | 8e          | 52 s 83          | 7e        |
| Freya Anderson                                       | 100 m nage libre     | 53 s 61         | 14e         | 53 s 53       | 11e         | Éliminée         | Éliminée  |
| Freya Anderson                                       | 200 m nage libre     | 1 min 56 s 96   | 11e         | 1 min 57 s 10 | 12e         | Éliminée         | Éliminée  |
| Sarah Vasey                                          | 100 m brasse         | 1 min 6 s 61    | 11e         | 1 min 6 s 87  | 11e         | Éliminée         | Éliminée  |
| Molly Renshaw                                        | 200 m brasse         | 2 min 22 s 99   | 6e          | 2 min 22 s 70 | 7e          | 2 min 22 s 65    | 6e        |
| Abbie Wood                                           | 200 m brasse         | 2 min 24 s 13   | 15e         | 2 min 22 s 35 | 6e          | 2 min 23 s 72    | 7e        |
| Kathleen Dawson                                      | 100 m brasse         | 58 s 69         | 4e          | 58 s 56       | 5e          | 58 s 70          | 6e        |
| Cassie Wild                                          | 100 m brasse         | 59 s 99         | 14e         | 1 min 0 s 20  | 14e         | Éliminée         | Éliminée  |
| Cassie Wild                                          | 100 m brasse         | 2 min 12 s 93   | 21e         | Éliminée      | Éliminée    | Éliminée         | Éliminée  |
| Harriet Jones                                        | 100 m papillon       | 58 s 73         | 21e         | Éliminée      | Éliminée    | Éliminée         | Éliminée  |
| Laura Stephens                                       | 200 m papillon       | 2 min 9 s 0     | 7e          | 2 min 9 s 49  | 10e         | Éliminée         | Éliminée  |
| Alys Thomas                                          | 200 m papillon       | 2 min 9 s 6     | 8e          | 2 min 9 s 7   | 8e          | 2 min 7 s 90     | 7e        |
| Alicia Wilson                                        | 200 m 4 nages        | 2 min 10 s 39   | 9e          | 2 min 10 s 59 | 8e          | 2 min 12 s 86    | 8e        |
| Abbie Wood                                           | 200 m 4 nages        | 2 min 9 s 94    | 3e          | 2 min 9 s 56  | 2e          | 2 min 9 s 15     | 7e        |
| Aimee Willmott                                       | 400 m 4 nages        | 4 min 35 s 28   | 2e          | Non disputé   | Non disputé | 4 min 38 s 30    | 7e        |
| Freya Anderson Lucy Hope Anna Hopkin Abbie Wood      | 4 × 100 m nage libre | 3 min 34 s 3 NR | 4e          | Non disputé   | Non disputé | 3 min 33 s 96 NR | 5e        |
| Freya Anderson Harriet Jones Sarah Vasey Cassie Wild | 4 × 100 m 4 nages    | 3 min 58 s 12   | 9e          | Non disputé   | Non disputé | Éliminées        | Éliminées |
| Alice Dearing                                        | 10 km en eau libre   | Non disputé     | Non disputé | Non disputé   | Non disputé | 2 h 5 min 3 s 2  | 19e       |

| Athlète                                                         | Épreuve           | Série            | Série | Demi-finale | Demi-finale | Finale           | Finale                         |
| Athlète                                                         | Épreuve           | Temps            | Rang  | Temps       | Rang        | Temps            | Rang                           |
| --------------------------------------------------------------- | ----------------- | ---------------- | ----- | ----------- | ----------- | ---------------- | ------------------------------ |
| Kathleen Dawson James Guy Anna Hopkin Adam Peaty Freya Anderson | 4 × 100 m 4 nages | 3 min 38 s 75 OR | 1er   | Non disputé | Non disputé | 3 min 57 s 58 WR | Médaille d'or, Jeux olympiques |

### Pentathlon moderne
| Athlète       | Compétition | Escrime (épée, une touche) | Escrime (épée, une touche) | Natation (200 m nage libre) | Natation (200 m nage libre) | Natation (200 m nage libre) | Équitation (saut d'obstacles) | Équitation (saut d'obstacles) | Équitation (saut d'obstacles) | Combiné course/tir (3 200 m / pistolet à 10 m) | Combiné course/tir (3 200 m / pistolet à 10 m) | Combiné course/tir (3 200 m / pistolet à 10 m) | Total    | Rang                           |
| Athlète       | Compétition | Rang                       | Points                     | Temps                       | Rang                        | Points                      | Pénalités                     | Rang                          | Points                        | Temps                                          | Rang                                           | Points                                         | Total    | Rang                           |
| ------------- | ----------- | -------------------------- | -------------------------- | --------------------------- | --------------------------- | --------------------------- | ----------------------------- | ----------------------------- | ----------------------------- | ---------------------------------------------- | ---------------------------------------------- | ---------------------------------------------- | -------- | ------------------------------ |
| Joseph Choong | Hommes      | 1er                        | 252                        | 1 min 54 s 87               | 3e                          | 321                         | 14                            | 14e                           | 286                           | 11 min 17 s 53                                 | 15e                                            | 623                                            | 1 482 OR | Médaille d'or, Jeux olympiques |
| Jamie Cooke   | Hommes      | 16e                        | 208                        | 1 min 53 s 80               | 2e                          | 323                         | 7                             | 8e                            | 293                           | 11 min 20 s 30                                 | 14e                                            | 628                                            | 1 452    | 9e                             |
| Kate French   | Femmes      | 7e                         | 221                        | 2 min 14 s 52               | 8e                          | 290                         | 6                             | 4e                            | 294                           | 12 min 0 s 34                                  | 5e                                             | 580                                            | 1 385 OR | Médaille d'or, Jeux olympiques |
| Jo Muir       | Femmes      | 33e                        | 179                        | 2 min 14 s 52               | 15e                         | 281                         | 7                             | 7e                            | 293                           | 12 min 15 s 13                                 | 9e                                             | 565                                            | 1 318    | 14e                            |

### Plongeon
| Athlète                        | Compétition                      | Éliminatoires | Éliminatoires | Demi-finale | Demi-finale | Finale   | Finale                              |
| Athlète                        | Compétition                      | Points        | Rang          | Points      | Rang        | Points   | Rang                                |
| ------------------------------ | -------------------------------- | ------------- | ------------- | ----------- | ----------- | -------- | ----------------------------------- |
| James Heatly                   | Tremplin à 3 mètres              | 458,40        | 4e            | 454,86      | 4e          | 411,00   | 9e                                  |
| Jack Laugher                   | Tremplin à 3 mètres              | 445,05        | 6e            | 514,75      | 3e          | 518,00   | Médaille de bronze, Jeux olympiques |
| Tom Daley                      | Haut-vol à 10 mètres             | 453,70        | 4e            | 462,90      | 4e          | 548,25   | Médaille de bronze, Jeux olympiques |
| Noah Williams                  | Haut-vol à 10 mètres             | 309,55        | 27e           | Éliminée    | Éliminée    | Éliminée | Éliminée                            |
| Daniel Goodfellow Jack Laugher | Tremplin à 3 mètres synchronisé  | Non disputé   | Non disputé   | Non disputé | Non disputé | 382,80   | 7e                                  |
| Tom Daley Matty Lee            | Haut-vol à 10 mètres synchronisé | Non disputé   | Non disputé   | Non disputé | Non disputé | 471,81   | Médaille d'or, Jeux olympiques      |

| Athlète                       | Compétition                      | Éliminatoires | Éliminatoires | Demi-finale | Demi-finale | Finale   | Finale   |
| Athlète                       | Compétition                      | Points        | Rang          | Points      | Rang        | Points   | Rang     |
| ----------------------------- | -------------------------------- | ------------- | ------------- | ----------- | ----------- | -------- | -------- |
| Scarlett Mew Jensen           | Tremplin à 3 mètres              | 243,45        | 22e           | Éliminée    | Éliminée    | Éliminée | Éliminée |
| Grace Reid                    | Tremplin à 3 mètres              | 268,15        | 19e           | Éliminée    | Éliminée    | Éliminée | Éliminée |
| Andrea Spendolini-Sirieix     | Haut-vol à 10 mètres             | 307,70        | 10e           | 314,00      | 8e          | 305,50   | 7e       |
| Lois Toulson                  | Haut-vol à 10 mètres             | 314,00        | 7e            | 311,10      | 9e          | 289,60   | 9e       |
| Grace Reid Katherine Torrance | Tremplin à 3 mètres synchronisé  | Non disputé   | Non disputé   | Non disputé | Non disputé | 269,10   | 6e       |
| Eden Cheng Lois Toulson       | Haut-vol à 10 mètres synchronisé | Non disputé   | Non disputé   | Non disputé | Non disputé | 289,26   | 7e       |

### Rugby à sept
| Compétition      | Phase de groupe      | Phase de groupe                | Phase de groupe     | Phase de groupe | Quart de finale / MC      | Demi-finale / MC              | Finale / 3e / MC    | Finale / 3e / MC |
| Compétition      | Adversaire Score     | Opposition Score               | Opposition Score    | Rang            | Opposition Score          | Opposition Score              | Opposition Score    | Rang             |
| ---------------- | -------------------- | ------------------------------ | ------------------- | --------------- | ------------------------- | ----------------------------- | ------------------- | ---------------- |
| Tournoi masculin | Canada Victoire 24-0 | Japon Victoire 34-0            | Fidji Victoire 7-33 | 2e              | États-Unis Victoire 26-21 | Nouvelle-Zélande Défaite 7-29 | Argentine 12-17     | 4e               |
| Tournoi féminin  | ROC Victoire 14-12   | Nouvelle-Zélande Défaite 21-26 | Kenya Victoire 31-0 | 2e              | États-Unis Victoire 21-12 | France Défaite 19-26          | Fidji Défaite 12-21 | 4e               |

### Skateboard
| Athlète         | Compétition | Rounds | Rounds | Finale   | Finale                              |
| Athlète         | Compétition | Points | Rang   | Points   | Rang                                |
| --------------- | ----------- | ------ | ------ | -------- | ----------------------------------- |
| Sky Brown       | Femmes      | 57,40  | 2e     | 56,47    | Médaille de bronze, Jeux olympiques |
| Bombette Martin | Femmes      | 16,21  | 18e    | Éliminée | Éliminée                            |

### Taekwondo
| Athlète         | Compétition           | Huitièmes de finale    | Quarts de finale      | Demi-finale           | Repêchage           | Finale / MB            | Rang                                |
| Athlète         | Compétition           | Adversaire Résultat    | Adversaire Résultat   | Adversaire Résultat   | Adversaire Résultat | Adversaire Résultat    | Rang                                |
| --------------- | --------------------- | ---------------------- | --------------------- | --------------------- | ------------------- | ---------------------- | ----------------------------------- |
| Bradly Sinden   | Moins de 68 kg hommes | Burns Victoire 53-8    | Reçber Victoire 39-19 | Zhao Victoire 33-25   | -                   | Rashitov Défaite 29-34 | Médaille d'argent, Jeux olympiques  |
| Mahama Cho      | Plus de 80 kg hommes  | Sun Défaite 4-7        | Éliminé               | Éliminé               | Éliminé             | Éliminé                | Éliminé                             |
| Jade Jones      | Moins de 57 kg femmes | Alizadeh Défaite 12-16 | Éliminée              | Éliminée              | Éliminée            | Éliminée               | Éliminée                            |
| Lauren Williams | Moins de 67 kg femmes | Paseka Victoire (AA)   | Wahba Victoire 15-12  | Gbagbi Victoire 24-18 | -                   | Jelić Défaite 22-25    | Médaille d'argent, Jeux olympiques  |
| Bianca Walkden  | Plus de 67 kg femmes  | Exemptée               | Deniz Victoire 17-7   | Lee Défaite 24-25     | -                   | Kowalczuk Victoire 7-3 | Médaille de bronze, Jeux olympiques |

### Tennis
| Athlète                   | Épreuve          | 1/32e de finale                   | 1/16e de finale                              | 1/8e de finale                         | Quarts de finale                      | Demi-finale         | Finale / MB         | Rang     |
| Athlète                   | Épreuve          | Adversaire Résultat               | Adversaire Résultat                          | Adversaire Résultat                    | Adversaire Résultat                   | Adversaire Résultat | Adversaire Résultat | Rang     |
| ------------------------- | ---------------- | --------------------------------- | -------------------------------------------- | -------------------------------------- | ------------------------------------- | ------------------- | ------------------- | -------- |
| Liam Broady               | Simple messieurs | Cerúndolo Victoire 7-5, 6-74, 6-2 | Hurkacz Victoire 7-5, 3-6, 6-3               | Chardy Défaite 6-73, 6-4, 1-6          | Éliminé                               | Éliminé             | Éliminé             | Éliminé  |
| Andy Murray Joe Salisbury | Double messieurs | Non disputé                       | Herbert / Mahut Victoire 6-3, 6-2            | Krawietz / Pütz Victoire 6-2, 4-62     | Čilić / Dodig Défaite 6-4, 6-72, 7-10 | Éliminés            | Éliminés            | Éliminés |
| Jamie Murray Neal Skupski | Double messieurs | Non disputé                       | Molteni / Zeballos Victoire 6-73, 6-4, 13-11 | McLachlan / Nishikori Défaite 3-6, 4-6 | Éliminés                              | Éliminés            | Éliminés            | Éliminés |
| Heather Watson            | Simple dames     | Friedsam Défaite 6-75, 3-6        | Éliminée                                     | Éliminée                               | Éliminée                              | Éliminée            | Éliminée            | Éliminée |

### Tennis de table
| Athlète(s)     | Compétition      | Tour préliminaire | 1er tour             | 2e tour             | 3e tour            | 4e tour          | Quarts de finale | Demi-finale      | Finale / MB      | Rang     |
| Athlète(s)     | Compétition      | Adversaire Score  | Adversaire Score     | Adversaire Score    | Adversaire Score   | Adversaire Score | Adversaire Score | Adversaire Score | Adversaire Score | Rang     |
| -------------- | ---------------- | ----------------- | -------------------- | ------------------- | ------------------ | ---------------- | ---------------- | ---------------- | ---------------- | -------- |
| Liam Pitchford | Simple messieurs | Exempté           | Exempté              | Exempté             | Jorgić Défaite 2-4 | Éliminé          | Éliminé          | Éliminé          | Éliminé          | Éliminé  |
| Paul Drinkhall | Simple messieurs | Exempté           | Alamian Victoire 4-1 | Gardos Victoire 4-1 | Jang Défaite 1-4   | Éliminé          | Éliminé          | Éliminé          | Éliminé          | Éliminé  |
| Tin-Tin Ho     | Simple dames     | Exemptée          | Batra Défaite 1-4    | Éliminée            | Éliminée           | Éliminée         | Éliminée         | Éliminée         | Éliminée         | Éliminée |

### Tir
| Athlète               | Compétition | Qualification | Qualification | Finale  | Finale                              |
| Athlète               | Compétition | Points        | Rang          | Points  | Rang                                |
| --------------------- | ----------- | ------------- | ------------- | ------- | ----------------------------------- |
| Matthew Coward-Holley | Trap,       | 123 (+21)     | 2e            | 33      | Médaille de bronze, Jeux olympiques |
| Aaron Heading         | Trap,       | 119           | 23e           | Éliminé | Éliminé                             |

| Athlète          | Compétition                  | Qualification | Qualification | Finale   | Finale   |
| Athlète          | Compétition                  | Points        | Rang          | Points   | Rang     |
| ---------------- | ---------------------------- | ------------- | ------------- | -------- | -------- |
| Seonaid McIntosh | Carabine à air comprimé 10 m | 627,2         | 12e           | Éliminée | Éliminée |
| Seonaid McIntosh | Carabine à 50 m 3 positions  | 1 167         | 14e           | Éliminée | Éliminée |
| Kirsty Hegarty   | Trap,                        | 116           | 16e           | Éliminée | Éliminée |
| Amber Hill       | Skeet,                       | Forfait       | Forfait       | Éliminée | Éliminée |

| Athlète                              | Compétition | Qualification 1 | Qualification 1 | Qualification 2 | Qualification 2 | Finale / 3e place   | Finale / 3e place |
| Athlète                              | Compétition | Points          | Rang            | Points          | Rang            | Adversaire Résultat | Rang              |
| ------------------------------------ | ----------- | --------------- | --------------- | --------------- | --------------- | ------------------- | ----------------- |
| Matthew Coward-Holley Kirsty Hegarty | Trap        | 143             | 10e             | Éliminés        | Éliminés        | Éliminés            | Éliminés          |

### Tir à l'arc
| Athlète                                   | Compétition         | Tour préliminaire | Tour préliminaire | 1er tour              | 2e tour            | 3e tour                | Quarts de finale     | Demi-finale      | Finale / 3e place | Rang      |
| Athlète                                   | Compétition         | Score             | Rang              | Adversaire Score      | Adversaire Score   | Adversaire Score       | Adversaire Score     | Adversaire Score | Adversaire Score  | Rang      |
| ----------------------------------------- | ------------------- | ----------------- | ----------------- | --------------------- | ------------------ | ---------------------- | -------------------- | ---------------- | ----------------- | --------- |
| Tom Hall                                  | Individuel hommes,  | 649               | 48e               | Shana Défaite 3-7     | Éliminé            | Éliminé                | Éliminé              | Éliminé          | Éliminé           | Éliminé   |
| Patrick Huston                            | Individuel hommes,  | 658               | 25e               | D'Almeida Défaite 1-7 | Éliminé            | Éliminé                | Éliminé              | Éliminé          | Éliminé           | Éliminé   |
| James Woodgate                            | Individuel hommes,  | 652               | 38e               | Abdullin Défaite 3-7  | Éliminé            | Éliminé                | Éliminé              | Éliminé          | Éliminé           | Éliminé   |
| Tom Hall Patrick Huston James Woodgate    | Par équipes hommes, | 1 959             | 10e               | Non disputé           | Non disputé        | Indonésie Victoire 6-0 | Pays-Bas Défaite 3-5 | Éliminés         | Éliminés          | Éliminés  |
| Sarah Bettles                             | Individuel femmes,  | 653               | 15e               | Giraldo Victoire 6-4  | Wu Défaite 2-6     | Éliminée               | Éliminée             | Éliminée         | Éliminée          | Éliminée  |
| Naomi Folkard                             | Individuel femmes,  | 629               | 47e               | Wu Défaite 2-6        | Éliminée           | Éliminée               | Éliminée             | Éliminée         | Éliminée          | Éliminée  |
| Bryony Pitman                             | Individuel femmes,  | 634               | 38e               | Tan Victoire 6-4      | Román Victoire 6-2 | Osipova Défaite 0-6    | Éliminée             | Éliminée         | Éliminée          | Éliminée  |
| Sarah Bettles Naomi Folkard Bryony Pitman | Par équipes femmes, | 1 916             | 9e                | Non disputé           | Non disputé        | Italie Défaite 3-5     | Éliminées            | Éliminées        | Éliminées         | Éliminées |
| Patrick Huston Sarah Bettles              | Par équipe mixte,   | 1 311             | 12e               | Non disputé           | Non disputé        | Chine Victoire 5-3     | Mexique Défaite 0-6  | Éliminés         | Éliminés          | Éliminés  |

### Triathlon
| Athlète              | Compétition | Natation (1,5 km) | Transition 1 | Vélo (40 km)   | Transition 2 | Course (10 km) | Temps           | Résultat                           |
| -------------------- | ----------- | ----------------- | ------------ | -------------- | ------------ | -------------- | --------------- | ---------------------------------- |
| Jonathan Brownlee    | Hommes      | 17 min 49 s       | 38 s         | 56 min 38 s    | 26 s         | 30 min 22 s    | 1 h 45 min 53 s | 5e                                 |
| Alex Yee             | Hommes      | 18 min 9 s        | 38 s         | 56 min 17 s    | 27 s         | 29 min 44 s    | 1 h 45 min 15 s | Médaille d'argent, Jeux olympiques |
| Vicky Holland        | Femmes      | 19 min 12 s       | 38 s         | 1 h 5 min 24 s | 31 s         | 34 min 20 s    | 2 h 0 min 10 s  | 13e                                |
| Jess Learmonth       | Femmes      | 18 min 24 s       | 43 s         | 1 h 2 min 56 s | 34 s         | 35 min 51 s    | 1 h 58 min 28 s | 9e                                 |
| Georgia Taylor-Brown | Femmes      | 18 min 31 s       | 42 s         | 1 h 3 min 11 s | 34 s         | 33 min 52 s    | 1 h 56 min 50 s | Médaille d'argent, Jeux olympiques |

| Athlète              | Natation (250 m) | Transition 1 | Vélo (7 km) | Transition 2 | Course (1,5 km) | Temps           | Résultat                       |
| -------------------- | ---------------- | ------------ | ----------- | ------------ | --------------- | --------------- | ------------------------------ |
| Jonathan Brownlee    | 4 min 2 s        | 36 s         | 8 min 35 s  | 25 s         | 5 min 25 s      | 20 min 3 s      | -                              |
| Alex Yee             | 4 min 8 s        | 36 s         | 9 min 31 s  | 25 s         | 5 min 28 s      | 20 min 28 s     | -                              |
| Jess Learmonth       | 3 min 40 s       | 40 s         | 9 min 31 s  | 27 s         | 6 min 15 s      | 21 min 16 s     | -                              |
| Georgia Taylor-Brown | 4 min 23 s       | 38 s         | 10 min 16 s | 30 s         | 6 min 7 s       | 21 min 54 s     | -                              |
| Total                | -                | -            | -           | -            | -               | 1 h 23 min 41 s | Médaille d'or, Jeux olympiques |

### Voile
| Athlète                       | Compétition         | Régate | Régate | Régate | Régate | Régate | Régate | Régate | Régate | Régate | Régate | Régate      | Régate      | Régate | Total net | Rang final                          |
| Athlète                       | Compétition         | 1      | 2      | 3      | 4      | 5      | 6      | 7      | 8      | 9      | 10     | 11          | 12          | CM     | Total net | Rang final                          |
| ----------------------------- | ------------------- | ------ | ------ | ------ | ------ | ------ | ------ | ------ | ------ | ------ | ------ | ----------- | ----------- | ------ | --------- | ----------------------------------- |
| Chris Grube Luke Patience     | 470 hommes          | 3      | 8      | 2      | 4      | 10     | 5      | 9      | 6      | 7      | 10     | Non disputé | Non disputé | 16     | 70        | 5e                                  |
| Giles Scott                   | Finn hommes         | 9      | 9      | 1      | 1      | 1      | 1      | 6      | 1      | 1      | 7      | Non disputé | Non disputé | 8      | 36        | Médaille d'or, Jeux olympiques      |
| Stuart Bithell Dylan Fletcher | 49er hommes         | 2      | 8      | 4      | 1      | 12     | 2      | 2      | 16     | 3      | 9      | 6           | 7           | 2      | 58        | Médaille d'or, Jeux olympiques      |
| Elliot Hanson                 | Laser hommes        | 5      | 12     | 17     | 10     | 3      | 28     | 7      | 20     | 2      | Dsq    | Non disputé | Non disputé | EL     | 104       | 12e                                 |
| Tom Squires                   | RS:X hommes         | 9      | 13     | 14     | 2      | 10     | 3      | 4      | 1      | 8      | 2      | 6           | 10          | 14     | 82        | 7e                                  |
| Eilidh McIntyre Hannah Mills  | 470 femmes          | 4      | 3      | 7      | 1      | 3      | 3      | 1      | 3      | 9      | 3      | Non disputé | Non disputé | 10     | 38        | Médaille d'or, Jeux olympiques      |
| Charlotte Dobson Saskia Tidey | 49er FX femmes      | 1      | 1      | 6      | 4      | 2      | 5      | 16     | 13     | 14     | 15     | 4           | 18          | 14     | 95        | 6e                                  |
| Alison Young                  | Laser Radial femmes | 24     | 8      | 9      | 20     | 12     | 12     | 10     | 8      | 14     | 27     | Non disputé | Non disputé | 16     | 133       | 10e                                 |
| Emma Wilson                   | RS:X femmes         | 5      | 2      | 6      | 1      | 4      | 2      | 1      | 1      | Dsq    | 6      | 1           | 5           | 4      | 38        | Médaille de bronze, Jeux olympiques |
| John Gimson Anna Burnet       | Nacra 17 mixte      | 7      | 5      | 2      | 1      | 1      | 2      | 5      | 10     | 1      | 5      | 2           | 4           | 10     | 45        | Médaille d'argent, Jeux olympiques  |